# Mat d'alfil i cavall
El mat d'alfil i cavall en escacs és un mat que pot ser forçat per alfil, cavall, i rei contra un rei solitari. Essent el torn del bàndol fort i amb joc perfecte, l'escac i mat pot ser forçat en com a màxim trenta-tres moviments des de qualsevol posició de partida en què el defensor no pugui guanyar de seguida una de les peces (Müller & Lamprecht 2001:19), (Speelman, Tisdall & Wade 1993:7), i la posició no derivi en una trampa d'"ofegat" (vegeu més avall). L'escac i mat pot ser forçat només si el rei defensor és en una cantonada controlada per l'alfil o en una casella a prop de tal cantonada. Tot i que està classificat com un del finals "bàsics" (els altres serien els de rei i dama; rei i torre; o rei i dos alfils contra rei), només ocorre en la pràctica aproximadament una vegada en cada 5000 partides (Müller & Lamprecht 2001:11).
|   | a                                                                        | b                                                                        | c                                                                        | d                                                                        | e                                                                        | f                                                                        | g                                                                        | h                                                                        |   |
| 8 | a8 negres rei · a6 blanques cavall · b6 blanques rei · c6 blanques alfil | a8 negres rei · a6 blanques cavall · b6 blanques rei · c6 blanques alfil | a8 negres rei · a6 blanques cavall · b6 blanques rei · c6 blanques alfil | a8 negres rei · a6 blanques cavall · b6 blanques rei · c6 blanques alfil | a8 negres rei · a6 blanques cavall · b6 blanques rei · c6 blanques alfil | a8 negres rei · a6 blanques cavall · b6 blanques rei · c6 blanques alfil | a8 negres rei · a6 blanques cavall · b6 blanques rei · c6 blanques alfil | a8 negres rei · a6 blanques cavall · b6 blanques rei · c6 blanques alfil | 8 |
| 7 | a8 negres rei · a6 blanques cavall · b6 blanques rei · c6 blanques alfil | a8 negres rei · a6 blanques cavall · b6 blanques rei · c6 blanques alfil | a8 negres rei · a6 blanques cavall · b6 blanques rei · c6 blanques alfil | a8 negres rei · a6 blanques cavall · b6 blanques rei · c6 blanques alfil | a8 negres rei · a6 blanques cavall · b6 blanques rei · c6 blanques alfil | a8 negres rei · a6 blanques cavall · b6 blanques rei · c6 blanques alfil | a8 negres rei · a6 blanques cavall · b6 blanques rei · c6 blanques alfil | a8 negres rei · a6 blanques cavall · b6 blanques rei · c6 blanques alfil | 7 |
| 6 | a8 negres rei · a6 blanques cavall · b6 blanques rei · c6 blanques alfil | a8 negres rei · a6 blanques cavall · b6 blanques rei · c6 blanques alfil | a8 negres rei · a6 blanques cavall · b6 blanques rei · c6 blanques alfil | a8 negres rei · a6 blanques cavall · b6 blanques rei · c6 blanques alfil | a8 negres rei · a6 blanques cavall · b6 blanques rei · c6 blanques alfil | a8 negres rei · a6 blanques cavall · b6 blanques rei · c6 blanques alfil | a8 negres rei · a6 blanques cavall · b6 blanques rei · c6 blanques alfil | a8 negres rei · a6 blanques cavall · b6 blanques rei · c6 blanques alfil | 6 |
| 5 | a8 negres rei · a6 blanques cavall · b6 blanques rei · c6 blanques alfil | a8 negres rei · a6 blanques cavall · b6 blanques rei · c6 blanques alfil | a8 negres rei · a6 blanques cavall · b6 blanques rei · c6 blanques alfil | a8 negres rei · a6 blanques cavall · b6 blanques rei · c6 blanques alfil | a8 negres rei · a6 blanques cavall · b6 blanques rei · c6 blanques alfil | a8 negres rei · a6 blanques cavall · b6 blanques rei · c6 blanques alfil | a8 negres rei · a6 blanques cavall · b6 blanques rei · c6 blanques alfil | a8 negres rei · a6 blanques cavall · b6 blanques rei · c6 blanques alfil | 5 |
| 4 | a8 negres rei · a6 blanques cavall · b6 blanques rei · c6 blanques alfil | a8 negres rei · a6 blanques cavall · b6 blanques rei · c6 blanques alfil | a8 negres rei · a6 blanques cavall · b6 blanques rei · c6 blanques alfil | a8 negres rei · a6 blanques cavall · b6 blanques rei · c6 blanques alfil | a8 negres rei · a6 blanques cavall · b6 blanques rei · c6 blanques alfil | a8 negres rei · a6 blanques cavall · b6 blanques rei · c6 blanques alfil | a8 negres rei · a6 blanques cavall · b6 blanques rei · c6 blanques alfil | a8 negres rei · a6 blanques cavall · b6 blanques rei · c6 blanques alfil | 4 |
| 3 | a8 negres rei · a6 blanques cavall · b6 blanques rei · c6 blanques alfil | a8 negres rei · a6 blanques cavall · b6 blanques rei · c6 blanques alfil | a8 negres rei · a6 blanques cavall · b6 blanques rei · c6 blanques alfil | a8 negres rei · a6 blanques cavall · b6 blanques rei · c6 blanques alfil | a8 negres rei · a6 blanques cavall · b6 blanques rei · c6 blanques alfil | a8 negres rei · a6 blanques cavall · b6 blanques rei · c6 blanques alfil | a8 negres rei · a6 blanques cavall · b6 blanques rei · c6 blanques alfil | a8 negres rei · a6 blanques cavall · b6 blanques rei · c6 blanques alfil | 3 |
| 2 | a8 negres rei · a6 blanques cavall · b6 blanques rei · c6 blanques alfil | a8 negres rei · a6 blanques cavall · b6 blanques rei · c6 blanques alfil | a8 negres rei · a6 blanques cavall · b6 blanques rei · c6 blanques alfil | a8 negres rei · a6 blanques cavall · b6 blanques rei · c6 blanques alfil | a8 negres rei · a6 blanques cavall · b6 blanques rei · c6 blanques alfil | a8 negres rei · a6 blanques cavall · b6 blanques rei · c6 blanques alfil | a8 negres rei · a6 blanques cavall · b6 blanques rei · c6 blanques alfil | a8 negres rei · a6 blanques cavall · b6 blanques rei · c6 blanques alfil | 2 |
| 1 | a8 negres rei · a6 blanques cavall · b6 blanques rei · c6 blanques alfil | a8 negres rei · a6 blanques cavall · b6 blanques rei · c6 blanques alfil | a8 negres rei · a6 blanques cavall · b6 blanques rei · c6 blanques alfil | a8 negres rei · a6 blanques cavall · b6 blanques rei · c6 blanques alfil | a8 negres rei · a6 blanques cavall · b6 blanques rei · c6 blanques alfil | a8 negres rei · a6 blanques cavall · b6 blanques rei · c6 blanques alfil | a8 negres rei · a6 blanques cavall · b6 blanques rei · c6 blanques alfil | a8 negres rei · a6 blanques cavall · b6 blanques rei · c6 blanques alfil | 1 |
|   | a                                                                        | b                                                                        | c                                                                        | d                                                                        | e                                                                        | f                                                                        | g                                                                        | h                                                                        |   |

|   | a                                                                        | b                                                                        | c                                                                        | d                                                                        | e                                                                        | f                                                                        | g                                                                        | h                                                                        |   |
| 8 | a7 negres rei · b7 blanques alfil · c7 blanques rei · c6 blanques cavall | a7 negres rei · b7 blanques alfil · c7 blanques rei · c6 blanques cavall | a7 negres rei · b7 blanques alfil · c7 blanques rei · c6 blanques cavall | a7 negres rei · b7 blanques alfil · c7 blanques rei · c6 blanques cavall | a7 negres rei · b7 blanques alfil · c7 blanques rei · c6 blanques cavall | a7 negres rei · b7 blanques alfil · c7 blanques rei · c6 blanques cavall | a7 negres rei · b7 blanques alfil · c7 blanques rei · c6 blanques cavall | a7 negres rei · b7 blanques alfil · c7 blanques rei · c6 blanques cavall | 8 |
| 7 | a7 negres rei · b7 blanques alfil · c7 blanques rei · c6 blanques cavall | a7 negres rei · b7 blanques alfil · c7 blanques rei · c6 blanques cavall | a7 negres rei · b7 blanques alfil · c7 blanques rei · c6 blanques cavall | a7 negres rei · b7 blanques alfil · c7 blanques rei · c6 blanques cavall | a7 negres rei · b7 blanques alfil · c7 blanques rei · c6 blanques cavall | a7 negres rei · b7 blanques alfil · c7 blanques rei · c6 blanques cavall | a7 negres rei · b7 blanques alfil · c7 blanques rei · c6 blanques cavall | a7 negres rei · b7 blanques alfil · c7 blanques rei · c6 blanques cavall | 7 |
| 6 | a7 negres rei · b7 blanques alfil · c7 blanques rei · c6 blanques cavall | a7 negres rei · b7 blanques alfil · c7 blanques rei · c6 blanques cavall | a7 negres rei · b7 blanques alfil · c7 blanques rei · c6 blanques cavall | a7 negres rei · b7 blanques alfil · c7 blanques rei · c6 blanques cavall | a7 negres rei · b7 blanques alfil · c7 blanques rei · c6 blanques cavall | a7 negres rei · b7 blanques alfil · c7 blanques rei · c6 blanques cavall | a7 negres rei · b7 blanques alfil · c7 blanques rei · c6 blanques cavall | a7 negres rei · b7 blanques alfil · c7 blanques rei · c6 blanques cavall | 6 |
| 5 | a7 negres rei · b7 blanques alfil · c7 blanques rei · c6 blanques cavall | a7 negres rei · b7 blanques alfil · c7 blanques rei · c6 blanques cavall | a7 negres rei · b7 blanques alfil · c7 blanques rei · c6 blanques cavall | a7 negres rei · b7 blanques alfil · c7 blanques rei · c6 blanques cavall | a7 negres rei · b7 blanques alfil · c7 blanques rei · c6 blanques cavall | a7 negres rei · b7 blanques alfil · c7 blanques rei · c6 blanques cavall | a7 negres rei · b7 blanques alfil · c7 blanques rei · c6 blanques cavall | a7 negres rei · b7 blanques alfil · c7 blanques rei · c6 blanques cavall | 5 |
| 4 | a7 negres rei · b7 blanques alfil · c7 blanques rei · c6 blanques cavall | a7 negres rei · b7 blanques alfil · c7 blanques rei · c6 blanques cavall | a7 negres rei · b7 blanques alfil · c7 blanques rei · c6 blanques cavall | a7 negres rei · b7 blanques alfil · c7 blanques rei · c6 blanques cavall | a7 negres rei · b7 blanques alfil · c7 blanques rei · c6 blanques cavall | a7 negres rei · b7 blanques alfil · c7 blanques rei · c6 blanques cavall | a7 negres rei · b7 blanques alfil · c7 blanques rei · c6 blanques cavall | a7 negres rei · b7 blanques alfil · c7 blanques rei · c6 blanques cavall | 4 |
| 3 | a7 negres rei · b7 blanques alfil · c7 blanques rei · c6 blanques cavall | a7 negres rei · b7 blanques alfil · c7 blanques rei · c6 blanques cavall | a7 negres rei · b7 blanques alfil · c7 blanques rei · c6 blanques cavall | a7 negres rei · b7 blanques alfil · c7 blanques rei · c6 blanques cavall | a7 negres rei · b7 blanques alfil · c7 blanques rei · c6 blanques cavall | a7 negres rei · b7 blanques alfil · c7 blanques rei · c6 blanques cavall | a7 negres rei · b7 blanques alfil · c7 blanques rei · c6 blanques cavall | a7 negres rei · b7 blanques alfil · c7 blanques rei · c6 blanques cavall | 3 |
| 2 | a7 negres rei · b7 blanques alfil · c7 blanques rei · c6 blanques cavall | a7 negres rei · b7 blanques alfil · c7 blanques rei · c6 blanques cavall | a7 negres rei · b7 blanques alfil · c7 blanques rei · c6 blanques cavall | a7 negres rei · b7 blanques alfil · c7 blanques rei · c6 blanques cavall | a7 negres rei · b7 blanques alfil · c7 blanques rei · c6 blanques cavall | a7 negres rei · b7 blanques alfil · c7 blanques rei · c6 blanques cavall | a7 negres rei · b7 blanques alfil · c7 blanques rei · c6 blanques cavall | a7 negres rei · b7 blanques alfil · c7 blanques rei · c6 blanques cavall | 2 |
| 1 | a7 negres rei · b7 blanques alfil · c7 blanques rei · c6 blanques cavall | a7 negres rei · b7 blanques alfil · c7 blanques rei · c6 blanques cavall | a7 negres rei · b7 blanques alfil · c7 blanques rei · c6 blanques cavall | a7 negres rei · b7 blanques alfil · c7 blanques rei · c6 blanques cavall | a7 negres rei · b7 blanques alfil · c7 blanques rei · c6 blanques cavall | a7 negres rei · b7 blanques alfil · c7 blanques rei · c6 blanques cavall | a7 negres rei · b7 blanques alfil · c7 blanques rei · c6 blanques cavall | a7 negres rei · b7 blanques alfil · c7 blanques rei · c6 blanques cavall | 1 |
|   | a                                                                        | b                                                                        | c                                                                        | d                                                                        | e                                                                        | f                                                                        | g                                                                        | h                                                                        |   |

|   | a                                                                        | b                                                                        | c                                                                        | d                                                                        | e                                                                        | f                                                                        | g                                                                        | h                                                                        |   |
| 8 | a8 blanques rei · c8 negres rei · e8 blanques alfil · h2 blanques cavall | a8 blanques rei · c8 negres rei · e8 blanques alfil · h2 blanques cavall | a8 blanques rei · c8 negres rei · e8 blanques alfil · h2 blanques cavall | a8 blanques rei · c8 negres rei · e8 blanques alfil · h2 blanques cavall | a8 blanques rei · c8 negres rei · e8 blanques alfil · h2 blanques cavall | a8 blanques rei · c8 negres rei · e8 blanques alfil · h2 blanques cavall | a8 blanques rei · c8 negres rei · e8 blanques alfil · h2 blanques cavall | a8 blanques rei · c8 negres rei · e8 blanques alfil · h2 blanques cavall | 8 |
| 7 | a8 blanques rei · c8 negres rei · e8 blanques alfil · h2 blanques cavall | a8 blanques rei · c8 negres rei · e8 blanques alfil · h2 blanques cavall | a8 blanques rei · c8 negres rei · e8 blanques alfil · h2 blanques cavall | a8 blanques rei · c8 negres rei · e8 blanques alfil · h2 blanques cavall | a8 blanques rei · c8 negres rei · e8 blanques alfil · h2 blanques cavall | a8 blanques rei · c8 negres rei · e8 blanques alfil · h2 blanques cavall | a8 blanques rei · c8 negres rei · e8 blanques alfil · h2 blanques cavall | a8 blanques rei · c8 negres rei · e8 blanques alfil · h2 blanques cavall | 7 |
| 6 | a8 blanques rei · c8 negres rei · e8 blanques alfil · h2 blanques cavall | a8 blanques rei · c8 negres rei · e8 blanques alfil · h2 blanques cavall | a8 blanques rei · c8 negres rei · e8 blanques alfil · h2 blanques cavall | a8 blanques rei · c8 negres rei · e8 blanques alfil · h2 blanques cavall | a8 blanques rei · c8 negres rei · e8 blanques alfil · h2 blanques cavall | a8 blanques rei · c8 negres rei · e8 blanques alfil · h2 blanques cavall | a8 blanques rei · c8 negres rei · e8 blanques alfil · h2 blanques cavall | a8 blanques rei · c8 negres rei · e8 blanques alfil · h2 blanques cavall | 6 |
| 5 | a8 blanques rei · c8 negres rei · e8 blanques alfil · h2 blanques cavall | a8 blanques rei · c8 negres rei · e8 blanques alfil · h2 blanques cavall | a8 blanques rei · c8 negres rei · e8 blanques alfil · h2 blanques cavall | a8 blanques rei · c8 negres rei · e8 blanques alfil · h2 blanques cavall | a8 blanques rei · c8 negres rei · e8 blanques alfil · h2 blanques cavall | a8 blanques rei · c8 negres rei · e8 blanques alfil · h2 blanques cavall | a8 blanques rei · c8 negres rei · e8 blanques alfil · h2 blanques cavall | a8 blanques rei · c8 negres rei · e8 blanques alfil · h2 blanques cavall | 5 |
| 4 | a8 blanques rei · c8 negres rei · e8 blanques alfil · h2 blanques cavall | a8 blanques rei · c8 negres rei · e8 blanques alfil · h2 blanques cavall | a8 blanques rei · c8 negres rei · e8 blanques alfil · h2 blanques cavall | a8 blanques rei · c8 negres rei · e8 blanques alfil · h2 blanques cavall | a8 blanques rei · c8 negres rei · e8 blanques alfil · h2 blanques cavall | a8 blanques rei · c8 negres rei · e8 blanques alfil · h2 blanques cavall | a8 blanques rei · c8 negres rei · e8 blanques alfil · h2 blanques cavall | a8 blanques rei · c8 negres rei · e8 blanques alfil · h2 blanques cavall | 4 |
| 3 | a8 blanques rei · c8 negres rei · e8 blanques alfil · h2 blanques cavall | a8 blanques rei · c8 negres rei · e8 blanques alfil · h2 blanques cavall | a8 blanques rei · c8 negres rei · e8 blanques alfil · h2 blanques cavall | a8 blanques rei · c8 negres rei · e8 blanques alfil · h2 blanques cavall | a8 blanques rei · c8 negres rei · e8 blanques alfil · h2 blanques cavall | a8 blanques rei · c8 negres rei · e8 blanques alfil · h2 blanques cavall | a8 blanques rei · c8 negres rei · e8 blanques alfil · h2 blanques cavall | a8 blanques rei · c8 negres rei · e8 blanques alfil · h2 blanques cavall | 3 |
| 2 | a8 blanques rei · c8 negres rei · e8 blanques alfil · h2 blanques cavall | a8 blanques rei · c8 negres rei · e8 blanques alfil · h2 blanques cavall | a8 blanques rei · c8 negres rei · e8 blanques alfil · h2 blanques cavall | a8 blanques rei · c8 negres rei · e8 blanques alfil · h2 blanques cavall | a8 blanques rei · c8 negres rei · e8 blanques alfil · h2 blanques cavall | a8 blanques rei · c8 negres rei · e8 blanques alfil · h2 blanques cavall | a8 blanques rei · c8 negres rei · e8 blanques alfil · h2 blanques cavall | a8 blanques rei · c8 negres rei · e8 blanques alfil · h2 blanques cavall | 2 |
| 1 | a8 blanques rei · c8 negres rei · e8 blanques alfil · h2 blanques cavall | a8 blanques rei · c8 negres rei · e8 blanques alfil · h2 blanques cavall | a8 blanques rei · c8 negres rei · e8 blanques alfil · h2 blanques cavall | a8 blanques rei · c8 negres rei · e8 blanques alfil · h2 blanques cavall | a8 blanques rei · c8 negres rei · e8 blanques alfil · h2 blanques cavall | a8 blanques rei · c8 negres rei · e8 blanques alfil · h2 blanques cavall | a8 blanques rei · c8 negres rei · e8 blanques alfil · h2 blanques cavall | a8 blanques rei · c8 negres rei · e8 blanques alfil · h2 blanques cavall | 1 |
|   | a                                                                        | b                                                                        | c                                                                        | d                                                                        | e                                                                        | f                                                                        | g                                                                        | h                                                                        |   |

|  |

## Història i mètodes
Un mètode per fer escac i mat és l'anomenat "Mètode W", proposat per Philidor al seu famós tractat de 1749 Analyse du jeu des Échecs. Un altre mètode és el conegut com a "Mètode de Deletang" o "els Triangles de Deletang" (de la Villa 2008:17,204–9), que implica confinar el rei solitari en una sèrie de tres triangles rectangles isòsceles que van minvant de mida, amb la cantonada "bona" en l'angle de 90 graus del triangle. Algunes de les idees d'aquest mètode daten de tan aviat com 1780 però el sistema complet es publicà per primer cop el 1923 per Daniel Deletang (Pandolfini 2009:49). Aquest mètode necessita de cinc a deu moviments més que el mètode W de Philidor però hi ha menys regles i encara es pot aconseguir el mat abans que tingui efecte la regla dels cinquanta moviments. El seu " segon triangle" o "triangle del mig" és típic en els mètodes més estàndards (vegeu més avall). De tota manera, l'escac i mat pot ser forçat sense fer servir estrictament cap dels mètodes. Incidentalment, l'escac i mat pot ser fet de més de 460 maneres (posicions) diferents (Sunnucks 1970:68).

## Importància
Les opinions difereixen pel que fa a sí o no un jugador hauria d'aprendre el procediment per fer aquest escac i mat. James Howell omet el mat amb dos alfils al seu llibre perquè rarament ocorre, però hi inclou el mat d'alfil i cavall. Howell diu que l'ha tingut tres vegades (sempre amb el bàndol defensor) i que ocorre més sovint que el mat de dos alfils (Howell 1997:138). D'altra banda, Jeremy Silman inclou el mat amb dos alfils però no el d'alfil i cavall perquè s'ha trobat el darrer en la pràctica només una vegada i el seu amic John Watson mai no se l'ha trobat (Silman 2007:33,188). Silman diu 
"...aprendre's bé això prendria un lapse significatiu de temps. Seria realment útil passar moltes de les hores precioses que ha reservat per a estudiar escacs aprenent un final que es trobarà (com a màxim) només una o dues vegades en la seva vida?"
Andy Soltis diu que mai no ha jugat aquest final i la majoria dels jugadors mai no el tindran sobre el tauler en la seva carrera. Tanmateix, aprendre'n la tècnica pot servir per aplicar-la en altres ocasions (Soltis 2010:13).
Malgrat que el final de rei, alfil i cavall contra rei pot ser que mai no es trobi en les carreres d'alguns escaquistes, un exemple notable de què pot ocórrer quan això passa una ocasió important fou la victòria de Tal Shaked sobre Aleksandr Morozévitx a la penúltima ronda del Campionat del món juvenil de 1997. Shaked sabia el patró de mat correcte; i la seva victòria el catapultà a ser Campió del Món Júnior, mentre que unes taules li haurien impedit de guanyar el títol.

## Maniobra "W" estàndard
Com que l'escac i mat només pot ser forçat a la cantonada del mateix color que aquelles per les quals es mou l'alfil del bàndol fort, el rival conscient d'aquest fet provarà de quedar-se primer en el centre del tauler, i posteriorment, de dirigir-se a la cantonada del color contrari. Així, hi ha tres fases en el procés de fer l'escac i mat (Müller & Lamprecht 2001:18):
1. Conduir el rei rival a la vora de l'escaquer, fent servir les tres peces.
2. Forçar el rei a marxar de la cantonada "dolenta", quan calgui, i acorralar-lo a la "bona".
3. Fer el mat.

La posició de la dreta és una que típicament sorgeix després que s'hagi completat la primera fase i el defensor s'hagi dirigit a una cantonada de color contrari al de l'alfil. El següent mètode per empènyer el rei a la cantonada "bona" és el donat més sovint ((Müller & Lamprecht 2001:18), (Dvoretsky 2006:279)):
|   | a                                                                        | b                                                                        | c                                                                        | d                                                                        | e                                                                        | f                                                                        | g                                                                        | h                                                                        |   |
| 8 | h8 negres rei · f6 blanques rei · e5 blanques cavall · d3 blanques alfil | h8 negres rei · f6 blanques rei · e5 blanques cavall · d3 blanques alfil | h8 negres rei · f6 blanques rei · e5 blanques cavall · d3 blanques alfil | h8 negres rei · f6 blanques rei · e5 blanques cavall · d3 blanques alfil | h8 negres rei · f6 blanques rei · e5 blanques cavall · d3 blanques alfil | h8 negres rei · f6 blanques rei · e5 blanques cavall · d3 blanques alfil | h8 negres rei · f6 blanques rei · e5 blanques cavall · d3 blanques alfil | h8 negres rei · f6 blanques rei · e5 blanques cavall · d3 blanques alfil | 8 |
| 7 | h8 negres rei · f6 blanques rei · e5 blanques cavall · d3 blanques alfil | h8 negres rei · f6 blanques rei · e5 blanques cavall · d3 blanques alfil | h8 negres rei · f6 blanques rei · e5 blanques cavall · d3 blanques alfil | h8 negres rei · f6 blanques rei · e5 blanques cavall · d3 blanques alfil | h8 negres rei · f6 blanques rei · e5 blanques cavall · d3 blanques alfil | h8 negres rei · f6 blanques rei · e5 blanques cavall · d3 blanques alfil | h8 negres rei · f6 blanques rei · e5 blanques cavall · d3 blanques alfil | h8 negres rei · f6 blanques rei · e5 blanques cavall · d3 blanques alfil | 7 |
| 6 | h8 negres rei · f6 blanques rei · e5 blanques cavall · d3 blanques alfil | h8 negres rei · f6 blanques rei · e5 blanques cavall · d3 blanques alfil | h8 negres rei · f6 blanques rei · e5 blanques cavall · d3 blanques alfil | h8 negres rei · f6 blanques rei · e5 blanques cavall · d3 blanques alfil | h8 negres rei · f6 blanques rei · e5 blanques cavall · d3 blanques alfil | h8 negres rei · f6 blanques rei · e5 blanques cavall · d3 blanques alfil | h8 negres rei · f6 blanques rei · e5 blanques cavall · d3 blanques alfil | h8 negres rei · f6 blanques rei · e5 blanques cavall · d3 blanques alfil | 6 |
| 5 | h8 negres rei · f6 blanques rei · e5 blanques cavall · d3 blanques alfil | h8 negres rei · f6 blanques rei · e5 blanques cavall · d3 blanques alfil | h8 negres rei · f6 blanques rei · e5 blanques cavall · d3 blanques alfil | h8 negres rei · f6 blanques rei · e5 blanques cavall · d3 blanques alfil | h8 negres rei · f6 blanques rei · e5 blanques cavall · d3 blanques alfil | h8 negres rei · f6 blanques rei · e5 blanques cavall · d3 blanques alfil | h8 negres rei · f6 blanques rei · e5 blanques cavall · d3 blanques alfil | h8 negres rei · f6 blanques rei · e5 blanques cavall · d3 blanques alfil | 5 |
| 4 | h8 negres rei · f6 blanques rei · e5 blanques cavall · d3 blanques alfil | h8 negres rei · f6 blanques rei · e5 blanques cavall · d3 blanques alfil | h8 negres rei · f6 blanques rei · e5 blanques cavall · d3 blanques alfil | h8 negres rei · f6 blanques rei · e5 blanques cavall · d3 blanques alfil | h8 negres rei · f6 blanques rei · e5 blanques cavall · d3 blanques alfil | h8 negres rei · f6 blanques rei · e5 blanques cavall · d3 blanques alfil | h8 negres rei · f6 blanques rei · e5 blanques cavall · d3 blanques alfil | h8 negres rei · f6 blanques rei · e5 blanques cavall · d3 blanques alfil | 4 |
| 3 | h8 negres rei · f6 blanques rei · e5 blanques cavall · d3 blanques alfil | h8 negres rei · f6 blanques rei · e5 blanques cavall · d3 blanques alfil | h8 negres rei · f6 blanques rei · e5 blanques cavall · d3 blanques alfil | h8 negres rei · f6 blanques rei · e5 blanques cavall · d3 blanques alfil | h8 negres rei · f6 blanques rei · e5 blanques cavall · d3 blanques alfil | h8 negres rei · f6 blanques rei · e5 blanques cavall · d3 blanques alfil | h8 negres rei · f6 blanques rei · e5 blanques cavall · d3 blanques alfil | h8 negres rei · f6 blanques rei · e5 blanques cavall · d3 blanques alfil | 3 |
| 2 | h8 negres rei · f6 blanques rei · e5 blanques cavall · d3 blanques alfil | h8 negres rei · f6 blanques rei · e5 blanques cavall · d3 blanques alfil | h8 negres rei · f6 blanques rei · e5 blanques cavall · d3 blanques alfil | h8 negres rei · f6 blanques rei · e5 blanques cavall · d3 blanques alfil | h8 negres rei · f6 blanques rei · e5 blanques cavall · d3 blanques alfil | h8 negres rei · f6 blanques rei · e5 blanques cavall · d3 blanques alfil | h8 negres rei · f6 blanques rei · e5 blanques cavall · d3 blanques alfil | h8 negres rei · f6 blanques rei · e5 blanques cavall · d3 blanques alfil | 2 |
| 1 | h8 negres rei · f6 blanques rei · e5 blanques cavall · d3 blanques alfil | h8 negres rei · f6 blanques rei · e5 blanques cavall · d3 blanques alfil | h8 negres rei · f6 blanques rei · e5 blanques cavall · d3 blanques alfil | h8 negres rei · f6 blanques rei · e5 blanques cavall · d3 blanques alfil | h8 negres rei · f6 blanques rei · e5 blanques cavall · d3 blanques alfil | h8 negres rei · f6 blanques rei · e5 blanques cavall · d3 blanques alfil | h8 negres rei · f6 blanques rei · e5 blanques cavall · d3 blanques alfil | h8 negres rei · f6 blanques rei · e5 blanques cavall · d3 blanques alfil | 1 |
|   | a                                                                        | b                                                                        | c                                                                        | d                                                                        | e                                                                        | f                                                                        | g                                                                        | h                                                                        |   |

1.Cf7+
Primer el blanc força el rei a marxar de la cantonada. L'alfil blanc es col·loca de manera que en els dos pròxims moviments sigui possible guanyar el control de g8.
1...Rg8 2.Af5
Un moviment d'espera, forçant el rei negre a moure's per tal de poder jugar 3.Ah7, prenent g8 al rei.
2...Rf8 3.Ah7 Re8 4.Ce5
La clau del mètode estàndard per guanyar és el moviment de Cf7-e5-d7-c5-b7 del cavall, formant una forma de "W". Ara hi ha dues defenses possibles:
Defensa A: 4...Rf8 el negre s'aferra a la cantonada "segura", però perd més de pressa.
5.Cd7+ Re8 6.Re6 Rd8 7.Rd6 Re8 8.Ag6+ Rd8 9.Af7 Rc8 10.Cc5 (continuant la maniobra de cavall)
10...Rd8 11.Cb7+ Rc8 12.Rc6 Rb8 13.Rb6 (ara el rei és a la posició correcta, a un moviment de cavall de la cantonada de mat) 13...Rc8 14.Ae6+ Rb8 15.Ad7 (ara el rei defensor està confinat a la cantonada, i es pot fer l'escac i mat)
15...Ra8 16.Cc5 Rb8 17.Ca6+ Ra8 18.Ac6#
Defensa B: 4...Rd8 Aquí, el rei defensor intenta escapar per la vora del tauler, una maniobra que resisteix més temps.
5.Re6 Rc7 6.Cd7! El blanc continua la maniobra en "W", malgrat que el rei negre hagi deixat temporalment l'última fila.
6...Rc6 7.Ad3!
|   | a | b | c | d | e | f | g | h |   |
| 8 | f8 black cross · c7 negres rei · d7 blanques cavall · e7 black cross · f7 black cross · a6 black cross · b6 black cross · d6 black cross · e6 blanques rei · b5 black cross · c5 black cross · d5 black cross · d3 blanques alfil | f8 black cross · c7 negres rei · d7 blanques cavall · e7 black cross · f7 black cross · a6 black cross · b6 black cross · d6 black cross · e6 blanques rei · b5 black cross · c5 black cross · d5 black cross · d3 blanques alfil | f8 black cross · c7 negres rei · d7 blanques cavall · e7 black cross · f7 black cross · a6 black cross · b6 black cross · d6 black cross · e6 blanques rei · b5 black cross · c5 black cross · d5 black cross · d3 blanques alfil | f8 black cross · c7 negres rei · d7 blanques cavall · e7 black cross · f7 black cross · a6 black cross · b6 black cross · d6 black cross · e6 blanques rei · b5 black cross · c5 black cross · d5 black cross · d3 blanques alfil | f8 black cross · c7 negres rei · d7 blanques cavall · e7 black cross · f7 black cross · a6 black cross · b6 black cross · d6 black cross · e6 blanques rei · b5 black cross · c5 black cross · d5 black cross · d3 blanques alfil | f8 black cross · c7 negres rei · d7 blanques cavall · e7 black cross · f7 black cross · a6 black cross · b6 black cross · d6 black cross · e6 blanques rei · b5 black cross · c5 black cross · d5 black cross · d3 blanques alfil | f8 black cross · c7 negres rei · d7 blanques cavall · e7 black cross · f7 black cross · a6 black cross · b6 black cross · d6 black cross · e6 blanques rei · b5 black cross · c5 black cross · d5 black cross · d3 blanques alfil | f8 black cross · c7 negres rei · d7 blanques cavall · e7 black cross · f7 black cross · a6 black cross · b6 black cross · d6 black cross · e6 blanques rei · b5 black cross · c5 black cross · d5 black cross · d3 blanques alfil | 8 |
| 7 | f8 black cross · c7 negres rei · d7 blanques cavall · e7 black cross · f7 black cross · a6 black cross · b6 black cross · d6 black cross · e6 blanques rei · b5 black cross · c5 black cross · d5 black cross · d3 blanques alfil | f8 black cross · c7 negres rei · d7 blanques cavall · e7 black cross · f7 black cross · a6 black cross · b6 black cross · d6 black cross · e6 blanques rei · b5 black cross · c5 black cross · d5 black cross · d3 blanques alfil | f8 black cross · c7 negres rei · d7 blanques cavall · e7 black cross · f7 black cross · a6 black cross · b6 black cross · d6 black cross · e6 blanques rei · b5 black cross · c5 black cross · d5 black cross · d3 blanques alfil | f8 black cross · c7 negres rei · d7 blanques cavall · e7 black cross · f7 black cross · a6 black cross · b6 black cross · d6 black cross · e6 blanques rei · b5 black cross · c5 black cross · d5 black cross · d3 blanques alfil | f8 black cross · c7 negres rei · d7 blanques cavall · e7 black cross · f7 black cross · a6 black cross · b6 black cross · d6 black cross · e6 blanques rei · b5 black cross · c5 black cross · d5 black cross · d3 blanques alfil | f8 black cross · c7 negres rei · d7 blanques cavall · e7 black cross · f7 black cross · a6 black cross · b6 black cross · d6 black cross · e6 blanques rei · b5 black cross · c5 black cross · d5 black cross · d3 blanques alfil | f8 black cross · c7 negres rei · d7 blanques cavall · e7 black cross · f7 black cross · a6 black cross · b6 black cross · d6 black cross · e6 blanques rei · b5 black cross · c5 black cross · d5 black cross · d3 blanques alfil | f8 black cross · c7 negres rei · d7 blanques cavall · e7 black cross · f7 black cross · a6 black cross · b6 black cross · d6 black cross · e6 blanques rei · b5 black cross · c5 black cross · d5 black cross · d3 blanques alfil | 7 |
| 6 | f8 black cross · c7 negres rei · d7 blanques cavall · e7 black cross · f7 black cross · a6 black cross · b6 black cross · d6 black cross · e6 blanques rei · b5 black cross · c5 black cross · d5 black cross · d3 blanques alfil | f8 black cross · c7 negres rei · d7 blanques cavall · e7 black cross · f7 black cross · a6 black cross · b6 black cross · d6 black cross · e6 blanques rei · b5 black cross · c5 black cross · d5 black cross · d3 blanques alfil | f8 black cross · c7 negres rei · d7 blanques cavall · e7 black cross · f7 black cross · a6 black cross · b6 black cross · d6 black cross · e6 blanques rei · b5 black cross · c5 black cross · d5 black cross · d3 blanques alfil | f8 black cross · c7 negres rei · d7 blanques cavall · e7 black cross · f7 black cross · a6 black cross · b6 black cross · d6 black cross · e6 blanques rei · b5 black cross · c5 black cross · d5 black cross · d3 blanques alfil | f8 black cross · c7 negres rei · d7 blanques cavall · e7 black cross · f7 black cross · a6 black cross · b6 black cross · d6 black cross · e6 blanques rei · b5 black cross · c5 black cross · d5 black cross · d3 blanques alfil | f8 black cross · c7 negres rei · d7 blanques cavall · e7 black cross · f7 black cross · a6 black cross · b6 black cross · d6 black cross · e6 blanques rei · b5 black cross · c5 black cross · d5 black cross · d3 blanques alfil | f8 black cross · c7 negres rei · d7 blanques cavall · e7 black cross · f7 black cross · a6 black cross · b6 black cross · d6 black cross · e6 blanques rei · b5 black cross · c5 black cross · d5 black cross · d3 blanques alfil | f8 black cross · c7 negres rei · d7 blanques cavall · e7 black cross · f7 black cross · a6 black cross · b6 black cross · d6 black cross · e6 blanques rei · b5 black cross · c5 black cross · d5 black cross · d3 blanques alfil | 6 |
| 5 | f8 black cross · c7 negres rei · d7 blanques cavall · e7 black cross · f7 black cross · a6 black cross · b6 black cross · d6 black cross · e6 blanques rei · b5 black cross · c5 black cross · d5 black cross · d3 blanques alfil | f8 black cross · c7 negres rei · d7 blanques cavall · e7 black cross · f7 black cross · a6 black cross · b6 black cross · d6 black cross · e6 blanques rei · b5 black cross · c5 black cross · d5 black cross · d3 blanques alfil | f8 black cross · c7 negres rei · d7 blanques cavall · e7 black cross · f7 black cross · a6 black cross · b6 black cross · d6 black cross · e6 blanques rei · b5 black cross · c5 black cross · d5 black cross · d3 blanques alfil | f8 black cross · c7 negres rei · d7 blanques cavall · e7 black cross · f7 black cross · a6 black cross · b6 black cross · d6 black cross · e6 blanques rei · b5 black cross · c5 black cross · d5 black cross · d3 blanques alfil | f8 black cross · c7 negres rei · d7 blanques cavall · e7 black cross · f7 black cross · a6 black cross · b6 black cross · d6 black cross · e6 blanques rei · b5 black cross · c5 black cross · d5 black cross · d3 blanques alfil | f8 black cross · c7 negres rei · d7 blanques cavall · e7 black cross · f7 black cross · a6 black cross · b6 black cross · d6 black cross · e6 blanques rei · b5 black cross · c5 black cross · d5 black cross · d3 blanques alfil | f8 black cross · c7 negres rei · d7 blanques cavall · e7 black cross · f7 black cross · a6 black cross · b6 black cross · d6 black cross · e6 blanques rei · b5 black cross · c5 black cross · d5 black cross · d3 blanques alfil | f8 black cross · c7 negres rei · d7 blanques cavall · e7 black cross · f7 black cross · a6 black cross · b6 black cross · d6 black cross · e6 blanques rei · b5 black cross · c5 black cross · d5 black cross · d3 blanques alfil | 5 |
| 4 | f8 black cross · c7 negres rei · d7 blanques cavall · e7 black cross · f7 black cross · a6 black cross · b6 black cross · d6 black cross · e6 blanques rei · b5 black cross · c5 black cross · d5 black cross · d3 blanques alfil | f8 black cross · c7 negres rei · d7 blanques cavall · e7 black cross · f7 black cross · a6 black cross · b6 black cross · d6 black cross · e6 blanques rei · b5 black cross · c5 black cross · d5 black cross · d3 blanques alfil | f8 black cross · c7 negres rei · d7 blanques cavall · e7 black cross · f7 black cross · a6 black cross · b6 black cross · d6 black cross · e6 blanques rei · b5 black cross · c5 black cross · d5 black cross · d3 blanques alfil | f8 black cross · c7 negres rei · d7 blanques cavall · e7 black cross · f7 black cross · a6 black cross · b6 black cross · d6 black cross · e6 blanques rei · b5 black cross · c5 black cross · d5 black cross · d3 blanques alfil | f8 black cross · c7 negres rei · d7 blanques cavall · e7 black cross · f7 black cross · a6 black cross · b6 black cross · d6 black cross · e6 blanques rei · b5 black cross · c5 black cross · d5 black cross · d3 blanques alfil | f8 black cross · c7 negres rei · d7 blanques cavall · e7 black cross · f7 black cross · a6 black cross · b6 black cross · d6 black cross · e6 blanques rei · b5 black cross · c5 black cross · d5 black cross · d3 blanques alfil | f8 black cross · c7 negres rei · d7 blanques cavall · e7 black cross · f7 black cross · a6 black cross · b6 black cross · d6 black cross · e6 blanques rei · b5 black cross · c5 black cross · d5 black cross · d3 blanques alfil | f8 black cross · c7 negres rei · d7 blanques cavall · e7 black cross · f7 black cross · a6 black cross · b6 black cross · d6 black cross · e6 blanques rei · b5 black cross · c5 black cross · d5 black cross · d3 blanques alfil | 4 |
| 3 | f8 black cross · c7 negres rei · d7 blanques cavall · e7 black cross · f7 black cross · a6 black cross · b6 black cross · d6 black cross · e6 blanques rei · b5 black cross · c5 black cross · d5 black cross · d3 blanques alfil | f8 black cross · c7 negres rei · d7 blanques cavall · e7 black cross · f7 black cross · a6 black cross · b6 black cross · d6 black cross · e6 blanques rei · b5 black cross · c5 black cross · d5 black cross · d3 blanques alfil | f8 black cross · c7 negres rei · d7 blanques cavall · e7 black cross · f7 black cross · a6 black cross · b6 black cross · d6 black cross · e6 blanques rei · b5 black cross · c5 black cross · d5 black cross · d3 blanques alfil | f8 black cross · c7 negres rei · d7 blanques cavall · e7 black cross · f7 black cross · a6 black cross · b6 black cross · d6 black cross · e6 blanques rei · b5 black cross · c5 black cross · d5 black cross · d3 blanques alfil | f8 black cross · c7 negres rei · d7 blanques cavall · e7 black cross · f7 black cross · a6 black cross · b6 black cross · d6 black cross · e6 blanques rei · b5 black cross · c5 black cross · d5 black cross · d3 blanques alfil | f8 black cross · c7 negres rei · d7 blanques cavall · e7 black cross · f7 black cross · a6 black cross · b6 black cross · d6 black cross · e6 blanques rei · b5 black cross · c5 black cross · d5 black cross · d3 blanques alfil | f8 black cross · c7 negres rei · d7 blanques cavall · e7 black cross · f7 black cross · a6 black cross · b6 black cross · d6 black cross · e6 blanques rei · b5 black cross · c5 black cross · d5 black cross · d3 blanques alfil | f8 black cross · c7 negres rei · d7 blanques cavall · e7 black cross · f7 black cross · a6 black cross · b6 black cross · d6 black cross · e6 blanques rei · b5 black cross · c5 black cross · d5 black cross · d3 blanques alfil | 3 |
| 2 | f8 black cross · c7 negres rei · d7 blanques cavall · e7 black cross · f7 black cross · a6 black cross · b6 black cross · d6 black cross · e6 blanques rei · b5 black cross · c5 black cross · d5 black cross · d3 blanques alfil | f8 black cross · c7 negres rei · d7 blanques cavall · e7 black cross · f7 black cross · a6 black cross · b6 black cross · d6 black cross · e6 blanques rei · b5 black cross · c5 black cross · d5 black cross · d3 blanques alfil | f8 black cross · c7 negres rei · d7 blanques cavall · e7 black cross · f7 black cross · a6 black cross · b6 black cross · d6 black cross · e6 blanques rei · b5 black cross · c5 black cross · d5 black cross · d3 blanques alfil | f8 black cross · c7 negres rei · d7 blanques cavall · e7 black cross · f7 black cross · a6 black cross · b6 black cross · d6 black cross · e6 blanques rei · b5 black cross · c5 black cross · d5 black cross · d3 blanques alfil | f8 black cross · c7 negres rei · d7 blanques cavall · e7 black cross · f7 black cross · a6 black cross · b6 black cross · d6 black cross · e6 blanques rei · b5 black cross · c5 black cross · d5 black cross · d3 blanques alfil | f8 black cross · c7 negres rei · d7 blanques cavall · e7 black cross · f7 black cross · a6 black cross · b6 black cross · d6 black cross · e6 blanques rei · b5 black cross · c5 black cross · d5 black cross · d3 blanques alfil | f8 black cross · c7 negres rei · d7 blanques cavall · e7 black cross · f7 black cross · a6 black cross · b6 black cross · d6 black cross · e6 blanques rei · b5 black cross · c5 black cross · d5 black cross · d3 blanques alfil | f8 black cross · c7 negres rei · d7 blanques cavall · e7 black cross · f7 black cross · a6 black cross · b6 black cross · d6 black cross · e6 blanques rei · b5 black cross · c5 black cross · d5 black cross · d3 blanques alfil | 2 |
| 1 | f8 black cross · c7 negres rei · d7 blanques cavall · e7 black cross · f7 black cross · a6 black cross · b6 black cross · d6 black cross · e6 blanques rei · b5 black cross · c5 black cross · d5 black cross · d3 blanques alfil | f8 black cross · c7 negres rei · d7 blanques cavall · e7 black cross · f7 black cross · a6 black cross · b6 black cross · d6 black cross · e6 blanques rei · b5 black cross · c5 black cross · d5 black cross · d3 blanques alfil | f8 black cross · c7 negres rei · d7 blanques cavall · e7 black cross · f7 black cross · a6 black cross · b6 black cross · d6 black cross · e6 blanques rei · b5 black cross · c5 black cross · d5 black cross · d3 blanques alfil | f8 black cross · c7 negres rei · d7 blanques cavall · e7 black cross · f7 black cross · a6 black cross · b6 black cross · d6 black cross · e6 blanques rei · b5 black cross · c5 black cross · d5 black cross · d3 blanques alfil | f8 black cross · c7 negres rei · d7 blanques cavall · e7 black cross · f7 black cross · a6 black cross · b6 black cross · d6 black cross · e6 blanques rei · b5 black cross · c5 black cross · d5 black cross · d3 blanques alfil | f8 black cross · c7 negres rei · d7 blanques cavall · e7 black cross · f7 black cross · a6 black cross · b6 black cross · d6 black cross · e6 blanques rei · b5 black cross · c5 black cross · d5 black cross · d3 blanques alfil | f8 black cross · c7 negres rei · d7 blanques cavall · e7 black cross · f7 black cross · a6 black cross · b6 black cross · d6 black cross · e6 blanques rei · b5 black cross · c5 black cross · d5 black cross · d3 blanques alfil | f8 black cross · c7 negres rei · d7 blanques cavall · e7 black cross · f7 black cross · a6 black cross · b6 black cross · d6 black cross · e6 blanques rei · b5 black cross · c5 black cross · d5 black cross · d3 blanques alfil | 1 |
|   | a | b | c | d | e | f | g | h |   |

El rei negre és restringit ara a la cantonada del color correcte. El perímetre és limitat per a6, b6, b5, c5, d5, d6, d7, e7, f7, f8. Els subsegüents moviments de blanc estrenyen aquesta àrea més encara. Ab5 tanca c6; reorganitzant el cavall a f6 i després a d5 llavors es tancarà d7 (i e8 per l'alfil).
7...Rc7
En aquest punt hi ha dues maneres possibles de continuar.
Continuant la maniobra W

Una possibilitat a partir de la posició després del setè moviment del negre és continuar la maniobra "W" del cavall, portant-lo a c5 i a b7. (Müller & Lamprecht 2001:19) donen 8.Ae4 Rd8 9.Rd6 Re8 10.Ag6+ Rd8 11.Af7 Rc8 12.Cc5 Rd8 13.Cb7+ Rc8 14.Rc6 Rb8 15.Rb6 Rc8 16.Ae6+ Rb8 17.Cc5 Ra8 18.Ad7 Rb8 19.Ca6+ Ra8 20.Ac6# (la posició del primer diagrama d'aquest article).
El segon triangle de Deletang

|   | a | b | c | d | e | f | g | h |   |
| 8 | d8 negres rei · e8 black cross · c7 black cross · d7 black cross · e7 black cross · a6 black cross · b6 black cross · c6 black cross · e6 blanques rei · b5 blanques alfil · d5 blanques cavall | d8 negres rei · e8 black cross · c7 black cross · d7 black cross · e7 black cross · a6 black cross · b6 black cross · c6 black cross · e6 blanques rei · b5 blanques alfil · d5 blanques cavall | d8 negres rei · e8 black cross · c7 black cross · d7 black cross · e7 black cross · a6 black cross · b6 black cross · c6 black cross · e6 blanques rei · b5 blanques alfil · d5 blanques cavall | d8 negres rei · e8 black cross · c7 black cross · d7 black cross · e7 black cross · a6 black cross · b6 black cross · c6 black cross · e6 blanques rei · b5 blanques alfil · d5 blanques cavall | d8 negres rei · e8 black cross · c7 black cross · d7 black cross · e7 black cross · a6 black cross · b6 black cross · c6 black cross · e6 blanques rei · b5 blanques alfil · d5 blanques cavall | d8 negres rei · e8 black cross · c7 black cross · d7 black cross · e7 black cross · a6 black cross · b6 black cross · c6 black cross · e6 blanques rei · b5 blanques alfil · d5 blanques cavall | d8 negres rei · e8 black cross · c7 black cross · d7 black cross · e7 black cross · a6 black cross · b6 black cross · c6 black cross · e6 blanques rei · b5 blanques alfil · d5 blanques cavall | d8 negres rei · e8 black cross · c7 black cross · d7 black cross · e7 black cross · a6 black cross · b6 black cross · c6 black cross · e6 blanques rei · b5 blanques alfil · d5 blanques cavall | 8 |
| 7 | d8 negres rei · e8 black cross · c7 black cross · d7 black cross · e7 black cross · a6 black cross · b6 black cross · c6 black cross · e6 blanques rei · b5 blanques alfil · d5 blanques cavall | d8 negres rei · e8 black cross · c7 black cross · d7 black cross · e7 black cross · a6 black cross · b6 black cross · c6 black cross · e6 blanques rei · b5 blanques alfil · d5 blanques cavall | d8 negres rei · e8 black cross · c7 black cross · d7 black cross · e7 black cross · a6 black cross · b6 black cross · c6 black cross · e6 blanques rei · b5 blanques alfil · d5 blanques cavall | d8 negres rei · e8 black cross · c7 black cross · d7 black cross · e7 black cross · a6 black cross · b6 black cross · c6 black cross · e6 blanques rei · b5 blanques alfil · d5 blanques cavall | d8 negres rei · e8 black cross · c7 black cross · d7 black cross · e7 black cross · a6 black cross · b6 black cross · c6 black cross · e6 blanques rei · b5 blanques alfil · d5 blanques cavall | d8 negres rei · e8 black cross · c7 black cross · d7 black cross · e7 black cross · a6 black cross · b6 black cross · c6 black cross · e6 blanques rei · b5 blanques alfil · d5 blanques cavall | d8 negres rei · e8 black cross · c7 black cross · d7 black cross · e7 black cross · a6 black cross · b6 black cross · c6 black cross · e6 blanques rei · b5 blanques alfil · d5 blanques cavall | d8 negres rei · e8 black cross · c7 black cross · d7 black cross · e7 black cross · a6 black cross · b6 black cross · c6 black cross · e6 blanques rei · b5 blanques alfil · d5 blanques cavall | 7 |
| 6 | d8 negres rei · e8 black cross · c7 black cross · d7 black cross · e7 black cross · a6 black cross · b6 black cross · c6 black cross · e6 blanques rei · b5 blanques alfil · d5 blanques cavall | d8 negres rei · e8 black cross · c7 black cross · d7 black cross · e7 black cross · a6 black cross · b6 black cross · c6 black cross · e6 blanques rei · b5 blanques alfil · d5 blanques cavall | d8 negres rei · e8 black cross · c7 black cross · d7 black cross · e7 black cross · a6 black cross · b6 black cross · c6 black cross · e6 blanques rei · b5 blanques alfil · d5 blanques cavall | d8 negres rei · e8 black cross · c7 black cross · d7 black cross · e7 black cross · a6 black cross · b6 black cross · c6 black cross · e6 blanques rei · b5 blanques alfil · d5 blanques cavall | d8 negres rei · e8 black cross · c7 black cross · d7 black cross · e7 black cross · a6 black cross · b6 black cross · c6 black cross · e6 blanques rei · b5 blanques alfil · d5 blanques cavall | d8 negres rei · e8 black cross · c7 black cross · d7 black cross · e7 black cross · a6 black cross · b6 black cross · c6 black cross · e6 blanques rei · b5 blanques alfil · d5 blanques cavall | d8 negres rei · e8 black cross · c7 black cross · d7 black cross · e7 black cross · a6 black cross · b6 black cross · c6 black cross · e6 blanques rei · b5 blanques alfil · d5 blanques cavall | d8 negres rei · e8 black cross · c7 black cross · d7 black cross · e7 black cross · a6 black cross · b6 black cross · c6 black cross · e6 blanques rei · b5 blanques alfil · d5 blanques cavall | 6 |
| 5 | d8 negres rei · e8 black cross · c7 black cross · d7 black cross · e7 black cross · a6 black cross · b6 black cross · c6 black cross · e6 blanques rei · b5 blanques alfil · d5 blanques cavall | d8 negres rei · e8 black cross · c7 black cross · d7 black cross · e7 black cross · a6 black cross · b6 black cross · c6 black cross · e6 blanques rei · b5 blanques alfil · d5 blanques cavall | d8 negres rei · e8 black cross · c7 black cross · d7 black cross · e7 black cross · a6 black cross · b6 black cross · c6 black cross · e6 blanques rei · b5 blanques alfil · d5 blanques cavall | d8 negres rei · e8 black cross · c7 black cross · d7 black cross · e7 black cross · a6 black cross · b6 black cross · c6 black cross · e6 blanques rei · b5 blanques alfil · d5 blanques cavall | d8 negres rei · e8 black cross · c7 black cross · d7 black cross · e7 black cross · a6 black cross · b6 black cross · c6 black cross · e6 blanques rei · b5 blanques alfil · d5 blanques cavall | d8 negres rei · e8 black cross · c7 black cross · d7 black cross · e7 black cross · a6 black cross · b6 black cross · c6 black cross · e6 blanques rei · b5 blanques alfil · d5 blanques cavall | d8 negres rei · e8 black cross · c7 black cross · d7 black cross · e7 black cross · a6 black cross · b6 black cross · c6 black cross · e6 blanques rei · b5 blanques alfil · d5 blanques cavall | d8 negres rei · e8 black cross · c7 black cross · d7 black cross · e7 black cross · a6 black cross · b6 black cross · c6 black cross · e6 blanques rei · b5 blanques alfil · d5 blanques cavall | 5 |
| 4 | d8 negres rei · e8 black cross · c7 black cross · d7 black cross · e7 black cross · a6 black cross · b6 black cross · c6 black cross · e6 blanques rei · b5 blanques alfil · d5 blanques cavall | d8 negres rei · e8 black cross · c7 black cross · d7 black cross · e7 black cross · a6 black cross · b6 black cross · c6 black cross · e6 blanques rei · b5 blanques alfil · d5 blanques cavall | d8 negres rei · e8 black cross · c7 black cross · d7 black cross · e7 black cross · a6 black cross · b6 black cross · c6 black cross · e6 blanques rei · b5 blanques alfil · d5 blanques cavall | d8 negres rei · e8 black cross · c7 black cross · d7 black cross · e7 black cross · a6 black cross · b6 black cross · c6 black cross · e6 blanques rei · b5 blanques alfil · d5 blanques cavall | d8 negres rei · e8 black cross · c7 black cross · d7 black cross · e7 black cross · a6 black cross · b6 black cross · c6 black cross · e6 blanques rei · b5 blanques alfil · d5 blanques cavall | d8 negres rei · e8 black cross · c7 black cross · d7 black cross · e7 black cross · a6 black cross · b6 black cross · c6 black cross · e6 blanques rei · b5 blanques alfil · d5 blanques cavall | d8 negres rei · e8 black cross · c7 black cross · d7 black cross · e7 black cross · a6 black cross · b6 black cross · c6 black cross · e6 blanques rei · b5 blanques alfil · d5 blanques cavall | d8 negres rei · e8 black cross · c7 black cross · d7 black cross · e7 black cross · a6 black cross · b6 black cross · c6 black cross · e6 blanques rei · b5 blanques alfil · d5 blanques cavall | 4 |
| 3 | d8 negres rei · e8 black cross · c7 black cross · d7 black cross · e7 black cross · a6 black cross · b6 black cross · c6 black cross · e6 blanques rei · b5 blanques alfil · d5 blanques cavall | d8 negres rei · e8 black cross · c7 black cross · d7 black cross · e7 black cross · a6 black cross · b6 black cross · c6 black cross · e6 blanques rei · b5 blanques alfil · d5 blanques cavall | d8 negres rei · e8 black cross · c7 black cross · d7 black cross · e7 black cross · a6 black cross · b6 black cross · c6 black cross · e6 blanques rei · b5 blanques alfil · d5 blanques cavall | d8 negres rei · e8 black cross · c7 black cross · d7 black cross · e7 black cross · a6 black cross · b6 black cross · c6 black cross · e6 blanques rei · b5 blanques alfil · d5 blanques cavall | d8 negres rei · e8 black cross · c7 black cross · d7 black cross · e7 black cross · a6 black cross · b6 black cross · c6 black cross · e6 blanques rei · b5 blanques alfil · d5 blanques cavall | d8 negres rei · e8 black cross · c7 black cross · d7 black cross · e7 black cross · a6 black cross · b6 black cross · c6 black cross · e6 blanques rei · b5 blanques alfil · d5 blanques cavall | d8 negres rei · e8 black cross · c7 black cross · d7 black cross · e7 black cross · a6 black cross · b6 black cross · c6 black cross · e6 blanques rei · b5 blanques alfil · d5 blanques cavall | d8 negres rei · e8 black cross · c7 black cross · d7 black cross · e7 black cross · a6 black cross · b6 black cross · c6 black cross · e6 blanques rei · b5 blanques alfil · d5 blanques cavall | 3 |
| 2 | d8 negres rei · e8 black cross · c7 black cross · d7 black cross · e7 black cross · a6 black cross · b6 black cross · c6 black cross · e6 blanques rei · b5 blanques alfil · d5 blanques cavall | d8 negres rei · e8 black cross · c7 black cross · d7 black cross · e7 black cross · a6 black cross · b6 black cross · c6 black cross · e6 blanques rei · b5 blanques alfil · d5 blanques cavall | d8 negres rei · e8 black cross · c7 black cross · d7 black cross · e7 black cross · a6 black cross · b6 black cross · c6 black cross · e6 blanques rei · b5 blanques alfil · d5 blanques cavall | d8 negres rei · e8 black cross · c7 black cross · d7 black cross · e7 black cross · a6 black cross · b6 black cross · c6 black cross · e6 blanques rei · b5 blanques alfil · d5 blanques cavall | d8 negres rei · e8 black cross · c7 black cross · d7 black cross · e7 black cross · a6 black cross · b6 black cross · c6 black cross · e6 blanques rei · b5 blanques alfil · d5 blanques cavall | d8 negres rei · e8 black cross · c7 black cross · d7 black cross · e7 black cross · a6 black cross · b6 black cross · c6 black cross · e6 blanques rei · b5 blanques alfil · d5 blanques cavall | d8 negres rei · e8 black cross · c7 black cross · d7 black cross · e7 black cross · a6 black cross · b6 black cross · c6 black cross · e6 blanques rei · b5 blanques alfil · d5 blanques cavall | d8 negres rei · e8 black cross · c7 black cross · d7 black cross · e7 black cross · a6 black cross · b6 black cross · c6 black cross · e6 blanques rei · b5 blanques alfil · d5 blanques cavall | 2 |
| 1 | d8 negres rei · e8 black cross · c7 black cross · d7 black cross · e7 black cross · a6 black cross · b6 black cross · c6 black cross · e6 blanques rei · b5 blanques alfil · d5 blanques cavall | d8 negres rei · e8 black cross · c7 black cross · d7 black cross · e7 black cross · a6 black cross · b6 black cross · c6 black cross · e6 blanques rei · b5 blanques alfil · d5 blanques cavall | d8 negres rei · e8 black cross · c7 black cross · d7 black cross · e7 black cross · a6 black cross · b6 black cross · c6 black cross · e6 blanques rei · b5 blanques alfil · d5 blanques cavall | d8 negres rei · e8 black cross · c7 black cross · d7 black cross · e7 black cross · a6 black cross · b6 black cross · c6 black cross · e6 blanques rei · b5 blanques alfil · d5 blanques cavall | d8 negres rei · e8 black cross · c7 black cross · d7 black cross · e7 black cross · a6 black cross · b6 black cross · c6 black cross · e6 blanques rei · b5 blanques alfil · d5 blanques cavall | d8 negres rei · e8 black cross · c7 black cross · d7 black cross · e7 black cross · a6 black cross · b6 black cross · c6 black cross · e6 blanques rei · b5 blanques alfil · d5 blanques cavall | d8 negres rei · e8 black cross · c7 black cross · d7 black cross · e7 black cross · a6 black cross · b6 black cross · c6 black cross · e6 blanques rei · b5 blanques alfil · d5 blanques cavall | d8 negres rei · e8 black cross · c7 black cross · d7 black cross · e7 black cross · a6 black cross · b6 black cross · c6 black cross · e6 blanques rei · b5 blanques alfil · d5 blanques cavall | 1 |
|   | a | b | c | d | e | f | g | h |   |

Alternativament, des de la posició després del setè moviment del negre, (Dvoretsky 2006:279) dona 8.Ab5 Rd8 9.Cf6 Rc7 10.Cd5+ Rd8, arribant a aquesta posició. Aquesta configuració d'alfil i cavall (bona) és una posició molt important a què es pot també arribar si el rei del defensor no es dirigeix a la cantonada "equivocada" des del punt de vista de l'atacant (també conegut com a segon triangle de Deletang). Ara 11.Rf7 Rc8 12.Re7 Rb7 (12...Rb8 13.Aa6! Ra7 14.Ac8 Rb8 15.Rd7 com en la variant principal) 13.Rd7 Rb8 (13...Ra7 14.Rc7 Ra8 15.Ce7 Ra7 16.Cc8+ Ra8 17.Ac6#; 13...Ra8 14.Rc8 Ra7 15.Rc7 és només un moviment més lent) 14.Aa6! (o el tercer triangle de Deletang) 14...Ra7 15.Ac8 Rb8 16.Rd8 Ra8 (16...Ra7 17.Rc7 Ra8 18.Ce7 Ra7 19.Cc6+ Ra8 20.Ab7#) 17.Rc7 Ra7 18.Ce7 Ra8 19.Ab7+ Ra7 20.Cc6# (la posició d'escac i mat del segon diagrama del començament d'aquest article)

## El mètode dels triangles de Deletang
El "Mètode dels Triangles de Deletang" busca fer escac i mat tot confinant el rei en àrees successivament més petites. En el primer conjunt de tres diagrames, el rei està confinat dins de l'àrea marcada i dins aquesta àrea hi ha una cantonada on és possible fer l'escac i mat. El rei no pot evitar l'àrea ni atacar el cavall ni l'alfil. El segon conjunt de tres diagrames mostren els triangles i com l'alfil controla la hipotenusa del triangle (Pandolfini 2009:48ff).
|   | a | b | c | d | e | f | g | h |   |
| 8 | d8 black cross · c7 blanques alfil · d7 black cross · d6 black cross · e6 black cross · c5 blanques cavall · e5 black cross · e4 black cross · f4 black cross · g4 negres rei · f3 black cross · g3 black cross · h3 black cross · g2 blanques rei | d8 black cross · c7 blanques alfil · d7 black cross · d6 black cross · e6 black cross · c5 blanques cavall · e5 black cross · e4 black cross · f4 black cross · g4 negres rei · f3 black cross · g3 black cross · h3 black cross · g2 blanques rei | d8 black cross · c7 blanques alfil · d7 black cross · d6 black cross · e6 black cross · c5 blanques cavall · e5 black cross · e4 black cross · f4 black cross · g4 negres rei · f3 black cross · g3 black cross · h3 black cross · g2 blanques rei | d8 black cross · c7 blanques alfil · d7 black cross · d6 black cross · e6 black cross · c5 blanques cavall · e5 black cross · e4 black cross · f4 black cross · g4 negres rei · f3 black cross · g3 black cross · h3 black cross · g2 blanques rei | d8 black cross · c7 blanques alfil · d7 black cross · d6 black cross · e6 black cross · c5 blanques cavall · e5 black cross · e4 black cross · f4 black cross · g4 negres rei · f3 black cross · g3 black cross · h3 black cross · g2 blanques rei | d8 black cross · c7 blanques alfil · d7 black cross · d6 black cross · e6 black cross · c5 blanques cavall · e5 black cross · e4 black cross · f4 black cross · g4 negres rei · f3 black cross · g3 black cross · h3 black cross · g2 blanques rei | d8 black cross · c7 blanques alfil · d7 black cross · d6 black cross · e6 black cross · c5 blanques cavall · e5 black cross · e4 black cross · f4 black cross · g4 negres rei · f3 black cross · g3 black cross · h3 black cross · g2 blanques rei | d8 black cross · c7 blanques alfil · d7 black cross · d6 black cross · e6 black cross · c5 blanques cavall · e5 black cross · e4 black cross · f4 black cross · g4 negres rei · f3 black cross · g3 black cross · h3 black cross · g2 blanques rei | 8 |
| 7 | d8 black cross · c7 blanques alfil · d7 black cross · d6 black cross · e6 black cross · c5 blanques cavall · e5 black cross · e4 black cross · f4 black cross · g4 negres rei · f3 black cross · g3 black cross · h3 black cross · g2 blanques rei | d8 black cross · c7 blanques alfil · d7 black cross · d6 black cross · e6 black cross · c5 blanques cavall · e5 black cross · e4 black cross · f4 black cross · g4 negres rei · f3 black cross · g3 black cross · h3 black cross · g2 blanques rei | d8 black cross · c7 blanques alfil · d7 black cross · d6 black cross · e6 black cross · c5 blanques cavall · e5 black cross · e4 black cross · f4 black cross · g4 negres rei · f3 black cross · g3 black cross · h3 black cross · g2 blanques rei | d8 black cross · c7 blanques alfil · d7 black cross · d6 black cross · e6 black cross · c5 blanques cavall · e5 black cross · e4 black cross · f4 black cross · g4 negres rei · f3 black cross · g3 black cross · h3 black cross · g2 blanques rei | d8 black cross · c7 blanques alfil · d7 black cross · d6 black cross · e6 black cross · c5 blanques cavall · e5 black cross · e4 black cross · f4 black cross · g4 negres rei · f3 black cross · g3 black cross · h3 black cross · g2 blanques rei | d8 black cross · c7 blanques alfil · d7 black cross · d6 black cross · e6 black cross · c5 blanques cavall · e5 black cross · e4 black cross · f4 black cross · g4 negres rei · f3 black cross · g3 black cross · h3 black cross · g2 blanques rei | d8 black cross · c7 blanques alfil · d7 black cross · d6 black cross · e6 black cross · c5 blanques cavall · e5 black cross · e4 black cross · f4 black cross · g4 negres rei · f3 black cross · g3 black cross · h3 black cross · g2 blanques rei | d8 black cross · c7 blanques alfil · d7 black cross · d6 black cross · e6 black cross · c5 blanques cavall · e5 black cross · e4 black cross · f4 black cross · g4 negres rei · f3 black cross · g3 black cross · h3 black cross · g2 blanques rei | 7 |
| 6 | d8 black cross · c7 blanques alfil · d7 black cross · d6 black cross · e6 black cross · c5 blanques cavall · e5 black cross · e4 black cross · f4 black cross · g4 negres rei · f3 black cross · g3 black cross · h3 black cross · g2 blanques rei | d8 black cross · c7 blanques alfil · d7 black cross · d6 black cross · e6 black cross · c5 blanques cavall · e5 black cross · e4 black cross · f4 black cross · g4 negres rei · f3 black cross · g3 black cross · h3 black cross · g2 blanques rei | d8 black cross · c7 blanques alfil · d7 black cross · d6 black cross · e6 black cross · c5 blanques cavall · e5 black cross · e4 black cross · f4 black cross · g4 negres rei · f3 black cross · g3 black cross · h3 black cross · g2 blanques rei | d8 black cross · c7 blanques alfil · d7 black cross · d6 black cross · e6 black cross · c5 blanques cavall · e5 black cross · e4 black cross · f4 black cross · g4 negres rei · f3 black cross · g3 black cross · h3 black cross · g2 blanques rei | d8 black cross · c7 blanques alfil · d7 black cross · d6 black cross · e6 black cross · c5 blanques cavall · e5 black cross · e4 black cross · f4 black cross · g4 negres rei · f3 black cross · g3 black cross · h3 black cross · g2 blanques rei | d8 black cross · c7 blanques alfil · d7 black cross · d6 black cross · e6 black cross · c5 blanques cavall · e5 black cross · e4 black cross · f4 black cross · g4 negres rei · f3 black cross · g3 black cross · h3 black cross · g2 blanques rei | d8 black cross · c7 blanques alfil · d7 black cross · d6 black cross · e6 black cross · c5 blanques cavall · e5 black cross · e4 black cross · f4 black cross · g4 negres rei · f3 black cross · g3 black cross · h3 black cross · g2 blanques rei | d8 black cross · c7 blanques alfil · d7 black cross · d6 black cross · e6 black cross · c5 blanques cavall · e5 black cross · e4 black cross · f4 black cross · g4 negres rei · f3 black cross · g3 black cross · h3 black cross · g2 blanques rei | 6 |
| 5 | d8 black cross · c7 blanques alfil · d7 black cross · d6 black cross · e6 black cross · c5 blanques cavall · e5 black cross · e4 black cross · f4 black cross · g4 negres rei · f3 black cross · g3 black cross · h3 black cross · g2 blanques rei | d8 black cross · c7 blanques alfil · d7 black cross · d6 black cross · e6 black cross · c5 blanques cavall · e5 black cross · e4 black cross · f4 black cross · g4 negres rei · f3 black cross · g3 black cross · h3 black cross · g2 blanques rei | d8 black cross · c7 blanques alfil · d7 black cross · d6 black cross · e6 black cross · c5 blanques cavall · e5 black cross · e4 black cross · f4 black cross · g4 negres rei · f3 black cross · g3 black cross · h3 black cross · g2 blanques rei | d8 black cross · c7 blanques alfil · d7 black cross · d6 black cross · e6 black cross · c5 blanques cavall · e5 black cross · e4 black cross · f4 black cross · g4 negres rei · f3 black cross · g3 black cross · h3 black cross · g2 blanques rei | d8 black cross · c7 blanques alfil · d7 black cross · d6 black cross · e6 black cross · c5 blanques cavall · e5 black cross · e4 black cross · f4 black cross · g4 negres rei · f3 black cross · g3 black cross · h3 black cross · g2 blanques rei | d8 black cross · c7 blanques alfil · d7 black cross · d6 black cross · e6 black cross · c5 blanques cavall · e5 black cross · e4 black cross · f4 black cross · g4 negres rei · f3 black cross · g3 black cross · h3 black cross · g2 blanques rei | d8 black cross · c7 blanques alfil · d7 black cross · d6 black cross · e6 black cross · c5 blanques cavall · e5 black cross · e4 black cross · f4 black cross · g4 negres rei · f3 black cross · g3 black cross · h3 black cross · g2 blanques rei | d8 black cross · c7 blanques alfil · d7 black cross · d6 black cross · e6 black cross · c5 blanques cavall · e5 black cross · e4 black cross · f4 black cross · g4 negres rei · f3 black cross · g3 black cross · h3 black cross · g2 blanques rei | 5 |
| 4 | d8 black cross · c7 blanques alfil · d7 black cross · d6 black cross · e6 black cross · c5 blanques cavall · e5 black cross · e4 black cross · f4 black cross · g4 negres rei · f3 black cross · g3 black cross · h3 black cross · g2 blanques rei | d8 black cross · c7 blanques alfil · d7 black cross · d6 black cross · e6 black cross · c5 blanques cavall · e5 black cross · e4 black cross · f4 black cross · g4 negres rei · f3 black cross · g3 black cross · h3 black cross · g2 blanques rei | d8 black cross · c7 blanques alfil · d7 black cross · d6 black cross · e6 black cross · c5 blanques cavall · e5 black cross · e4 black cross · f4 black cross · g4 negres rei · f3 black cross · g3 black cross · h3 black cross · g2 blanques rei | d8 black cross · c7 blanques alfil · d7 black cross · d6 black cross · e6 black cross · c5 blanques cavall · e5 black cross · e4 black cross · f4 black cross · g4 negres rei · f3 black cross · g3 black cross · h3 black cross · g2 blanques rei | d8 black cross · c7 blanques alfil · d7 black cross · d6 black cross · e6 black cross · c5 blanques cavall · e5 black cross · e4 black cross · f4 black cross · g4 negres rei · f3 black cross · g3 black cross · h3 black cross · g2 blanques rei | d8 black cross · c7 blanques alfil · d7 black cross · d6 black cross · e6 black cross · c5 blanques cavall · e5 black cross · e4 black cross · f4 black cross · g4 negres rei · f3 black cross · g3 black cross · h3 black cross · g2 blanques rei | d8 black cross · c7 blanques alfil · d7 black cross · d6 black cross · e6 black cross · c5 blanques cavall · e5 black cross · e4 black cross · f4 black cross · g4 negres rei · f3 black cross · g3 black cross · h3 black cross · g2 blanques rei | d8 black cross · c7 blanques alfil · d7 black cross · d6 black cross · e6 black cross · c5 blanques cavall · e5 black cross · e4 black cross · f4 black cross · g4 negres rei · f3 black cross · g3 black cross · h3 black cross · g2 blanques rei | 4 |
| 3 | d8 black cross · c7 blanques alfil · d7 black cross · d6 black cross · e6 black cross · c5 blanques cavall · e5 black cross · e4 black cross · f4 black cross · g4 negres rei · f3 black cross · g3 black cross · h3 black cross · g2 blanques rei | d8 black cross · c7 blanques alfil · d7 black cross · d6 black cross · e6 black cross · c5 blanques cavall · e5 black cross · e4 black cross · f4 black cross · g4 negres rei · f3 black cross · g3 black cross · h3 black cross · g2 blanques rei | d8 black cross · c7 blanques alfil · d7 black cross · d6 black cross · e6 black cross · c5 blanques cavall · e5 black cross · e4 black cross · f4 black cross · g4 negres rei · f3 black cross · g3 black cross · h3 black cross · g2 blanques rei | d8 black cross · c7 blanques alfil · d7 black cross · d6 black cross · e6 black cross · c5 blanques cavall · e5 black cross · e4 black cross · f4 black cross · g4 negres rei · f3 black cross · g3 black cross · h3 black cross · g2 blanques rei | d8 black cross · c7 blanques alfil · d7 black cross · d6 black cross · e6 black cross · c5 blanques cavall · e5 black cross · e4 black cross · f4 black cross · g4 negres rei · f3 black cross · g3 black cross · h3 black cross · g2 blanques rei | d8 black cross · c7 blanques alfil · d7 black cross · d6 black cross · e6 black cross · c5 blanques cavall · e5 black cross · e4 black cross · f4 black cross · g4 negres rei · f3 black cross · g3 black cross · h3 black cross · g2 blanques rei | d8 black cross · c7 blanques alfil · d7 black cross · d6 black cross · e6 black cross · c5 blanques cavall · e5 black cross · e4 black cross · f4 black cross · g4 negres rei · f3 black cross · g3 black cross · h3 black cross · g2 blanques rei | d8 black cross · c7 blanques alfil · d7 black cross · d6 black cross · e6 black cross · c5 blanques cavall · e5 black cross · e4 black cross · f4 black cross · g4 negres rei · f3 black cross · g3 black cross · h3 black cross · g2 blanques rei | 3 |
| 2 | d8 black cross · c7 blanques alfil · d7 black cross · d6 black cross · e6 black cross · c5 blanques cavall · e5 black cross · e4 black cross · f4 black cross · g4 negres rei · f3 black cross · g3 black cross · h3 black cross · g2 blanques rei | d8 black cross · c7 blanques alfil · d7 black cross · d6 black cross · e6 black cross · c5 blanques cavall · e5 black cross · e4 black cross · f4 black cross · g4 negres rei · f3 black cross · g3 black cross · h3 black cross · g2 blanques rei | d8 black cross · c7 blanques alfil · d7 black cross · d6 black cross · e6 black cross · c5 blanques cavall · e5 black cross · e4 black cross · f4 black cross · g4 negres rei · f3 black cross · g3 black cross · h3 black cross · g2 blanques rei | d8 black cross · c7 blanques alfil · d7 black cross · d6 black cross · e6 black cross · c5 blanques cavall · e5 black cross · e4 black cross · f4 black cross · g4 negres rei · f3 black cross · g3 black cross · h3 black cross · g2 blanques rei | d8 black cross · c7 blanques alfil · d7 black cross · d6 black cross · e6 black cross · c5 blanques cavall · e5 black cross · e4 black cross · f4 black cross · g4 negres rei · f3 black cross · g3 black cross · h3 black cross · g2 blanques rei | d8 black cross · c7 blanques alfil · d7 black cross · d6 black cross · e6 black cross · c5 blanques cavall · e5 black cross · e4 black cross · f4 black cross · g4 negres rei · f3 black cross · g3 black cross · h3 black cross · g2 blanques rei | d8 black cross · c7 blanques alfil · d7 black cross · d6 black cross · e6 black cross · c5 blanques cavall · e5 black cross · e4 black cross · f4 black cross · g4 negres rei · f3 black cross · g3 black cross · h3 black cross · g2 blanques rei | d8 black cross · c7 blanques alfil · d7 black cross · d6 black cross · e6 black cross · c5 blanques cavall · e5 black cross · e4 black cross · f4 black cross · g4 negres rei · f3 black cross · g3 black cross · h3 black cross · g2 blanques rei | 2 |
| 1 | d8 black cross · c7 blanques alfil · d7 black cross · d6 black cross · e6 black cross · c5 blanques cavall · e5 black cross · e4 black cross · f4 black cross · g4 negres rei · f3 black cross · g3 black cross · h3 black cross · g2 blanques rei | d8 black cross · c7 blanques alfil · d7 black cross · d6 black cross · e6 black cross · c5 blanques cavall · e5 black cross · e4 black cross · f4 black cross · g4 negres rei · f3 black cross · g3 black cross · h3 black cross · g2 blanques rei | d8 black cross · c7 blanques alfil · d7 black cross · d6 black cross · e6 black cross · c5 blanques cavall · e5 black cross · e4 black cross · f4 black cross · g4 negres rei · f3 black cross · g3 black cross · h3 black cross · g2 blanques rei | d8 black cross · c7 blanques alfil · d7 black cross · d6 black cross · e6 black cross · c5 blanques cavall · e5 black cross · e4 black cross · f4 black cross · g4 negres rei · f3 black cross · g3 black cross · h3 black cross · g2 blanques rei | d8 black cross · c7 blanques alfil · d7 black cross · d6 black cross · e6 black cross · c5 blanques cavall · e5 black cross · e4 black cross · f4 black cross · g4 negres rei · f3 black cross · g3 black cross · h3 black cross · g2 blanques rei | d8 black cross · c7 blanques alfil · d7 black cross · d6 black cross · e6 black cross · c5 blanques cavall · e5 black cross · e4 black cross · f4 black cross · g4 negres rei · f3 black cross · g3 black cross · h3 black cross · g2 blanques rei | d8 black cross · c7 blanques alfil · d7 black cross · d6 black cross · e6 black cross · c5 blanques cavall · e5 black cross · e4 black cross · f4 black cross · g4 negres rei · f3 black cross · g3 black cross · h3 black cross · g2 blanques rei | d8 black cross · c7 blanques alfil · d7 black cross · d6 black cross · e6 black cross · c5 blanques cavall · e5 black cross · e4 black cross · f4 black cross · g4 negres rei · f3 black cross · g3 black cross · h3 black cross · g2 blanques rei | 1 |
|   | a | b | c | d | e | f | g | h |   |

|   | a | b | c | d | e | f | g | h |   |
| 8 | f8 black cross · e7 blanques alfil · f7 black cross · f6 black cross · g6 black cross · e5 blanques cavall · g5 black cross · h5 negres rei · g4 black cross · h4 black cross | f8 black cross · e7 blanques alfil · f7 black cross · f6 black cross · g6 black cross · e5 blanques cavall · g5 black cross · h5 negres rei · g4 black cross · h4 black cross | f8 black cross · e7 blanques alfil · f7 black cross · f6 black cross · g6 black cross · e5 blanques cavall · g5 black cross · h5 negres rei · g4 black cross · h4 black cross | f8 black cross · e7 blanques alfil · f7 black cross · f6 black cross · g6 black cross · e5 blanques cavall · g5 black cross · h5 negres rei · g4 black cross · h4 black cross | f8 black cross · e7 blanques alfil · f7 black cross · f6 black cross · g6 black cross · e5 blanques cavall · g5 black cross · h5 negres rei · g4 black cross · h4 black cross | f8 black cross · e7 blanques alfil · f7 black cross · f6 black cross · g6 black cross · e5 blanques cavall · g5 black cross · h5 negres rei · g4 black cross · h4 black cross | f8 black cross · e7 blanques alfil · f7 black cross · f6 black cross · g6 black cross · e5 blanques cavall · g5 black cross · h5 negres rei · g4 black cross · h4 black cross | f8 black cross · e7 blanques alfil · f7 black cross · f6 black cross · g6 black cross · e5 blanques cavall · g5 black cross · h5 negres rei · g4 black cross · h4 black cross | 8 |
| 7 | f8 black cross · e7 blanques alfil · f7 black cross · f6 black cross · g6 black cross · e5 blanques cavall · g5 black cross · h5 negres rei · g4 black cross · h4 black cross | f8 black cross · e7 blanques alfil · f7 black cross · f6 black cross · g6 black cross · e5 blanques cavall · g5 black cross · h5 negres rei · g4 black cross · h4 black cross | f8 black cross · e7 blanques alfil · f7 black cross · f6 black cross · g6 black cross · e5 blanques cavall · g5 black cross · h5 negres rei · g4 black cross · h4 black cross | f8 black cross · e7 blanques alfil · f7 black cross · f6 black cross · g6 black cross · e5 blanques cavall · g5 black cross · h5 negres rei · g4 black cross · h4 black cross | f8 black cross · e7 blanques alfil · f7 black cross · f6 black cross · g6 black cross · e5 blanques cavall · g5 black cross · h5 negres rei · g4 black cross · h4 black cross | f8 black cross · e7 blanques alfil · f7 black cross · f6 black cross · g6 black cross · e5 blanques cavall · g5 black cross · h5 negres rei · g4 black cross · h4 black cross | f8 black cross · e7 blanques alfil · f7 black cross · f6 black cross · g6 black cross · e5 blanques cavall · g5 black cross · h5 negres rei · g4 black cross · h4 black cross | f8 black cross · e7 blanques alfil · f7 black cross · f6 black cross · g6 black cross · e5 blanques cavall · g5 black cross · h5 negres rei · g4 black cross · h4 black cross | 7 |
| 6 | f8 black cross · e7 blanques alfil · f7 black cross · f6 black cross · g6 black cross · e5 blanques cavall · g5 black cross · h5 negres rei · g4 black cross · h4 black cross | f8 black cross · e7 blanques alfil · f7 black cross · f6 black cross · g6 black cross · e5 blanques cavall · g5 black cross · h5 negres rei · g4 black cross · h4 black cross | f8 black cross · e7 blanques alfil · f7 black cross · f6 black cross · g6 black cross · e5 blanques cavall · g5 black cross · h5 negres rei · g4 black cross · h4 black cross | f8 black cross · e7 blanques alfil · f7 black cross · f6 black cross · g6 black cross · e5 blanques cavall · g5 black cross · h5 negres rei · g4 black cross · h4 black cross | f8 black cross · e7 blanques alfil · f7 black cross · f6 black cross · g6 black cross · e5 blanques cavall · g5 black cross · h5 negres rei · g4 black cross · h4 black cross | f8 black cross · e7 blanques alfil · f7 black cross · f6 black cross · g6 black cross · e5 blanques cavall · g5 black cross · h5 negres rei · g4 black cross · h4 black cross | f8 black cross · e7 blanques alfil · f7 black cross · f6 black cross · g6 black cross · e5 blanques cavall · g5 black cross · h5 negres rei · g4 black cross · h4 black cross | f8 black cross · e7 blanques alfil · f7 black cross · f6 black cross · g6 black cross · e5 blanques cavall · g5 black cross · h5 negres rei · g4 black cross · h4 black cross | 6 |
| 5 | f8 black cross · e7 blanques alfil · f7 black cross · f6 black cross · g6 black cross · e5 blanques cavall · g5 black cross · h5 negres rei · g4 black cross · h4 black cross | f8 black cross · e7 blanques alfil · f7 black cross · f6 black cross · g6 black cross · e5 blanques cavall · g5 black cross · h5 negres rei · g4 black cross · h4 black cross | f8 black cross · e7 blanques alfil · f7 black cross · f6 black cross · g6 black cross · e5 blanques cavall · g5 black cross · h5 negres rei · g4 black cross · h4 black cross | f8 black cross · e7 blanques alfil · f7 black cross · f6 black cross · g6 black cross · e5 blanques cavall · g5 black cross · h5 negres rei · g4 black cross · h4 black cross | f8 black cross · e7 blanques alfil · f7 black cross · f6 black cross · g6 black cross · e5 blanques cavall · g5 black cross · h5 negres rei · g4 black cross · h4 black cross | f8 black cross · e7 blanques alfil · f7 black cross · f6 black cross · g6 black cross · e5 blanques cavall · g5 black cross · h5 negres rei · g4 black cross · h4 black cross | f8 black cross · e7 blanques alfil · f7 black cross · f6 black cross · g6 black cross · e5 blanques cavall · g5 black cross · h5 negres rei · g4 black cross · h4 black cross | f8 black cross · e7 blanques alfil · f7 black cross · f6 black cross · g6 black cross · e5 blanques cavall · g5 black cross · h5 negres rei · g4 black cross · h4 black cross | 5 |
| 4 | f8 black cross · e7 blanques alfil · f7 black cross · f6 black cross · g6 black cross · e5 blanques cavall · g5 black cross · h5 negres rei · g4 black cross · h4 black cross | f8 black cross · e7 blanques alfil · f7 black cross · f6 black cross · g6 black cross · e5 blanques cavall · g5 black cross · h5 negres rei · g4 black cross · h4 black cross | f8 black cross · e7 blanques alfil · f7 black cross · f6 black cross · g6 black cross · e5 blanques cavall · g5 black cross · h5 negres rei · g4 black cross · h4 black cross | f8 black cross · e7 blanques alfil · f7 black cross · f6 black cross · g6 black cross · e5 blanques cavall · g5 black cross · h5 negres rei · g4 black cross · h4 black cross | f8 black cross · e7 blanques alfil · f7 black cross · f6 black cross · g6 black cross · e5 blanques cavall · g5 black cross · h5 negres rei · g4 black cross · h4 black cross | f8 black cross · e7 blanques alfil · f7 black cross · f6 black cross · g6 black cross · e5 blanques cavall · g5 black cross · h5 negres rei · g4 black cross · h4 black cross | f8 black cross · e7 blanques alfil · f7 black cross · f6 black cross · g6 black cross · e5 blanques cavall · g5 black cross · h5 negres rei · g4 black cross · h4 black cross | f8 black cross · e7 blanques alfil · f7 black cross · f6 black cross · g6 black cross · e5 blanques cavall · g5 black cross · h5 negres rei · g4 black cross · h4 black cross | 4 |
| 3 | f8 black cross · e7 blanques alfil · f7 black cross · f6 black cross · g6 black cross · e5 blanques cavall · g5 black cross · h5 negres rei · g4 black cross · h4 black cross | f8 black cross · e7 blanques alfil · f7 black cross · f6 black cross · g6 black cross · e5 blanques cavall · g5 black cross · h5 negres rei · g4 black cross · h4 black cross | f8 black cross · e7 blanques alfil · f7 black cross · f6 black cross · g6 black cross · e5 blanques cavall · g5 black cross · h5 negres rei · g4 black cross · h4 black cross | f8 black cross · e7 blanques alfil · f7 black cross · f6 black cross · g6 black cross · e5 blanques cavall · g5 black cross · h5 negres rei · g4 black cross · h4 black cross | f8 black cross · e7 blanques alfil · f7 black cross · f6 black cross · g6 black cross · e5 blanques cavall · g5 black cross · h5 negres rei · g4 black cross · h4 black cross | f8 black cross · e7 blanques alfil · f7 black cross · f6 black cross · g6 black cross · e5 blanques cavall · g5 black cross · h5 negres rei · g4 black cross · h4 black cross | f8 black cross · e7 blanques alfil · f7 black cross · f6 black cross · g6 black cross · e5 blanques cavall · g5 black cross · h5 negres rei · g4 black cross · h4 black cross | f8 black cross · e7 blanques alfil · f7 black cross · f6 black cross · g6 black cross · e5 blanques cavall · g5 black cross · h5 negres rei · g4 black cross · h4 black cross | 3 |
| 2 | f8 black cross · e7 blanques alfil · f7 black cross · f6 black cross · g6 black cross · e5 blanques cavall · g5 black cross · h5 negres rei · g4 black cross · h4 black cross | f8 black cross · e7 blanques alfil · f7 black cross · f6 black cross · g6 black cross · e5 blanques cavall · g5 black cross · h5 negres rei · g4 black cross · h4 black cross | f8 black cross · e7 blanques alfil · f7 black cross · f6 black cross · g6 black cross · e5 blanques cavall · g5 black cross · h5 negres rei · g4 black cross · h4 black cross | f8 black cross · e7 blanques alfil · f7 black cross · f6 black cross · g6 black cross · e5 blanques cavall · g5 black cross · h5 negres rei · g4 black cross · h4 black cross | f8 black cross · e7 blanques alfil · f7 black cross · f6 black cross · g6 black cross · e5 blanques cavall · g5 black cross · h5 negres rei · g4 black cross · h4 black cross | f8 black cross · e7 blanques alfil · f7 black cross · f6 black cross · g6 black cross · e5 blanques cavall · g5 black cross · h5 negres rei · g4 black cross · h4 black cross | f8 black cross · e7 blanques alfil · f7 black cross · f6 black cross · g6 black cross · e5 blanques cavall · g5 black cross · h5 negres rei · g4 black cross · h4 black cross | f8 black cross · e7 blanques alfil · f7 black cross · f6 black cross · g6 black cross · e5 blanques cavall · g5 black cross · h5 negres rei · g4 black cross · h4 black cross | 2 |
| 1 | f8 black cross · e7 blanques alfil · f7 black cross · f6 black cross · g6 black cross · e5 blanques cavall · g5 black cross · h5 negres rei · g4 black cross · h4 black cross | f8 black cross · e7 blanques alfil · f7 black cross · f6 black cross · g6 black cross · e5 blanques cavall · g5 black cross · h5 negres rei · g4 black cross · h4 black cross | f8 black cross · e7 blanques alfil · f7 black cross · f6 black cross · g6 black cross · e5 blanques cavall · g5 black cross · h5 negres rei · g4 black cross · h4 black cross | f8 black cross · e7 blanques alfil · f7 black cross · f6 black cross · g6 black cross · e5 blanques cavall · g5 black cross · h5 negres rei · g4 black cross · h4 black cross | f8 black cross · e7 blanques alfil · f7 black cross · f6 black cross · g6 black cross · e5 blanques cavall · g5 black cross · h5 negres rei · g4 black cross · h4 black cross | f8 black cross · e7 blanques alfil · f7 black cross · f6 black cross · g6 black cross · e5 blanques cavall · g5 black cross · h5 negres rei · g4 black cross · h4 black cross | f8 black cross · e7 blanques alfil · f7 black cross · f6 black cross · g6 black cross · e5 blanques cavall · g5 black cross · h5 negres rei · g4 black cross · h4 black cross | f8 black cross · e7 blanques alfil · f7 black cross · f6 black cross · g6 black cross · e5 blanques cavall · g5 black cross · h5 negres rei · g4 black cross · h4 black cross | 1 |
|   | a | b | c | d | e | f | g | h |   |

|   | a | b | c | d | e | f | g | h |   |
| 8 | f8 blanques alfil · g8 black cross · f7 blanques rei · g7 black cross · h7 negres rei · g6 black cross · h6 black cross | f8 blanques alfil · g8 black cross · f7 blanques rei · g7 black cross · h7 negres rei · g6 black cross · h6 black cross | f8 blanques alfil · g8 black cross · f7 blanques rei · g7 black cross · h7 negres rei · g6 black cross · h6 black cross | f8 blanques alfil · g8 black cross · f7 blanques rei · g7 black cross · h7 negres rei · g6 black cross · h6 black cross | f8 blanques alfil · g8 black cross · f7 blanques rei · g7 black cross · h7 negres rei · g6 black cross · h6 black cross | f8 blanques alfil · g8 black cross · f7 blanques rei · g7 black cross · h7 negres rei · g6 black cross · h6 black cross | f8 blanques alfil · g8 black cross · f7 blanques rei · g7 black cross · h7 negres rei · g6 black cross · h6 black cross | f8 blanques alfil · g8 black cross · f7 blanques rei · g7 black cross · h7 negres rei · g6 black cross · h6 black cross | 8 |
| 7 | f8 blanques alfil · g8 black cross · f7 blanques rei · g7 black cross · h7 negres rei · g6 black cross · h6 black cross | f8 blanques alfil · g8 black cross · f7 blanques rei · g7 black cross · h7 negres rei · g6 black cross · h6 black cross | f8 blanques alfil · g8 black cross · f7 blanques rei · g7 black cross · h7 negres rei · g6 black cross · h6 black cross | f8 blanques alfil · g8 black cross · f7 blanques rei · g7 black cross · h7 negres rei · g6 black cross · h6 black cross | f8 blanques alfil · g8 black cross · f7 blanques rei · g7 black cross · h7 negres rei · g6 black cross · h6 black cross | f8 blanques alfil · g8 black cross · f7 blanques rei · g7 black cross · h7 negres rei · g6 black cross · h6 black cross | f8 blanques alfil · g8 black cross · f7 blanques rei · g7 black cross · h7 negres rei · g6 black cross · h6 black cross | f8 blanques alfil · g8 black cross · f7 blanques rei · g7 black cross · h7 negres rei · g6 black cross · h6 black cross | 7 |
| 6 | f8 blanques alfil · g8 black cross · f7 blanques rei · g7 black cross · h7 negres rei · g6 black cross · h6 black cross | f8 blanques alfil · g8 black cross · f7 blanques rei · g7 black cross · h7 negres rei · g6 black cross · h6 black cross | f8 blanques alfil · g8 black cross · f7 blanques rei · g7 black cross · h7 negres rei · g6 black cross · h6 black cross | f8 blanques alfil · g8 black cross · f7 blanques rei · g7 black cross · h7 negres rei · g6 black cross · h6 black cross | f8 blanques alfil · g8 black cross · f7 blanques rei · g7 black cross · h7 negres rei · g6 black cross · h6 black cross | f8 blanques alfil · g8 black cross · f7 blanques rei · g7 black cross · h7 negres rei · g6 black cross · h6 black cross | f8 blanques alfil · g8 black cross · f7 blanques rei · g7 black cross · h7 negres rei · g6 black cross · h6 black cross | f8 blanques alfil · g8 black cross · f7 blanques rei · g7 black cross · h7 negres rei · g6 black cross · h6 black cross | 6 |
| 5 | f8 blanques alfil · g8 black cross · f7 blanques rei · g7 black cross · h7 negres rei · g6 black cross · h6 black cross | f8 blanques alfil · g8 black cross · f7 blanques rei · g7 black cross · h7 negres rei · g6 black cross · h6 black cross | f8 blanques alfil · g8 black cross · f7 blanques rei · g7 black cross · h7 negres rei · g6 black cross · h6 black cross | f8 blanques alfil · g8 black cross · f7 blanques rei · g7 black cross · h7 negres rei · g6 black cross · h6 black cross | f8 blanques alfil · g8 black cross · f7 blanques rei · g7 black cross · h7 negres rei · g6 black cross · h6 black cross | f8 blanques alfil · g8 black cross · f7 blanques rei · g7 black cross · h7 negres rei · g6 black cross · h6 black cross | f8 blanques alfil · g8 black cross · f7 blanques rei · g7 black cross · h7 negres rei · g6 black cross · h6 black cross | f8 blanques alfil · g8 black cross · f7 blanques rei · g7 black cross · h7 negres rei · g6 black cross · h6 black cross | 5 |
| 4 | f8 blanques alfil · g8 black cross · f7 blanques rei · g7 black cross · h7 negres rei · g6 black cross · h6 black cross | f8 blanques alfil · g8 black cross · f7 blanques rei · g7 black cross · h7 negres rei · g6 black cross · h6 black cross | f8 blanques alfil · g8 black cross · f7 blanques rei · g7 black cross · h7 negres rei · g6 black cross · h6 black cross | f8 blanques alfil · g8 black cross · f7 blanques rei · g7 black cross · h7 negres rei · g6 black cross · h6 black cross | f8 blanques alfil · g8 black cross · f7 blanques rei · g7 black cross · h7 negres rei · g6 black cross · h6 black cross | f8 blanques alfil · g8 black cross · f7 blanques rei · g7 black cross · h7 negres rei · g6 black cross · h6 black cross | f8 blanques alfil · g8 black cross · f7 blanques rei · g7 black cross · h7 negres rei · g6 black cross · h6 black cross | f8 blanques alfil · g8 black cross · f7 blanques rei · g7 black cross · h7 negres rei · g6 black cross · h6 black cross | 4 |
| 3 | f8 blanques alfil · g8 black cross · f7 blanques rei · g7 black cross · h7 negres rei · g6 black cross · h6 black cross | f8 blanques alfil · g8 black cross · f7 blanques rei · g7 black cross · h7 negres rei · g6 black cross · h6 black cross | f8 blanques alfil · g8 black cross · f7 blanques rei · g7 black cross · h7 negres rei · g6 black cross · h6 black cross | f8 blanques alfil · g8 black cross · f7 blanques rei · g7 black cross · h7 negres rei · g6 black cross · h6 black cross | f8 blanques alfil · g8 black cross · f7 blanques rei · g7 black cross · h7 negres rei · g6 black cross · h6 black cross | f8 blanques alfil · g8 black cross · f7 blanques rei · g7 black cross · h7 negres rei · g6 black cross · h6 black cross | f8 blanques alfil · g8 black cross · f7 blanques rei · g7 black cross · h7 negres rei · g6 black cross · h6 black cross | f8 blanques alfil · g8 black cross · f7 blanques rei · g7 black cross · h7 negres rei · g6 black cross · h6 black cross | 3 |
| 2 | f8 blanques alfil · g8 black cross · f7 blanques rei · g7 black cross · h7 negres rei · g6 black cross · h6 black cross | f8 blanques alfil · g8 black cross · f7 blanques rei · g7 black cross · h7 negres rei · g6 black cross · h6 black cross | f8 blanques alfil · g8 black cross · f7 blanques rei · g7 black cross · h7 negres rei · g6 black cross · h6 black cross | f8 blanques alfil · g8 black cross · f7 blanques rei · g7 black cross · h7 negres rei · g6 black cross · h6 black cross | f8 blanques alfil · g8 black cross · f7 blanques rei · g7 black cross · h7 negres rei · g6 black cross · h6 black cross | f8 blanques alfil · g8 black cross · f7 blanques rei · g7 black cross · h7 negres rei · g6 black cross · h6 black cross | f8 blanques alfil · g8 black cross · f7 blanques rei · g7 black cross · h7 negres rei · g6 black cross · h6 black cross | f8 blanques alfil · g8 black cross · f7 blanques rei · g7 black cross · h7 negres rei · g6 black cross · h6 black cross | 2 |
| 1 | f8 blanques alfil · g8 black cross · f7 blanques rei · g7 black cross · h7 negres rei · g6 black cross · h6 black cross | f8 blanques alfil · g8 black cross · f7 blanques rei · g7 black cross · h7 negres rei · g6 black cross · h6 black cross | f8 blanques alfil · g8 black cross · f7 blanques rei · g7 black cross · h7 negres rei · g6 black cross · h6 black cross | f8 blanques alfil · g8 black cross · f7 blanques rei · g7 black cross · h7 negres rei · g6 black cross · h6 black cross | f8 blanques alfil · g8 black cross · f7 blanques rei · g7 black cross · h7 negres rei · g6 black cross · h6 black cross | f8 blanques alfil · g8 black cross · f7 blanques rei · g7 black cross · h7 negres rei · g6 black cross · h6 black cross | f8 blanques alfil · g8 black cross · f7 blanques rei · g7 black cross · h7 negres rei · g6 black cross · h6 black cross | f8 blanques alfil · g8 black cross · f7 blanques rei · g7 black cross · h7 negres rei · g6 black cross · h6 black cross | 1 |
|   | a | b | c | d | e | f | g | h |   |

A la primera xarxa cal que les tres peces confinin el rei. A la segona xarxa només calen el cavall i l'alfil. A la tercera xarxa, el rei i l'alfil confinen el rei, permetent que el cavall faci escac i mat o bé ajudi a fer escac i mat (de la Villa 2008:205). El procediment que venç consisteix a fer un moviment de rei tal que l'alfil pugui arribar a la hipotenusa del pròxim triangle més petit (Pandolfini 2009:48ff).
|   | a | b | c | d | e | f | g | h |   |
| 8 | e6 blanques cavall · g6 blanques alfil · f5 black cross · g5 black cross · e4 black cross · g4 black cross · d3 black cross · g3 black cross · b2 blanques rei · c2 black cross · d2 negres rei · g2 black cross · b1 black cross · c1 black cross · d1 black cross · e1 black cross · f1 black cross · g1 black cross | e6 blanques cavall · g6 blanques alfil · f5 black cross · g5 black cross · e4 black cross · g4 black cross · d3 black cross · g3 black cross · b2 blanques rei · c2 black cross · d2 negres rei · g2 black cross · b1 black cross · c1 black cross · d1 black cross · e1 black cross · f1 black cross · g1 black cross | e6 blanques cavall · g6 blanques alfil · f5 black cross · g5 black cross · e4 black cross · g4 black cross · d3 black cross · g3 black cross · b2 blanques rei · c2 black cross · d2 negres rei · g2 black cross · b1 black cross · c1 black cross · d1 black cross · e1 black cross · f1 black cross · g1 black cross | e6 blanques cavall · g6 blanques alfil · f5 black cross · g5 black cross · e4 black cross · g4 black cross · d3 black cross · g3 black cross · b2 blanques rei · c2 black cross · d2 negres rei · g2 black cross · b1 black cross · c1 black cross · d1 black cross · e1 black cross · f1 black cross · g1 black cross | e6 blanques cavall · g6 blanques alfil · f5 black cross · g5 black cross · e4 black cross · g4 black cross · d3 black cross · g3 black cross · b2 blanques rei · c2 black cross · d2 negres rei · g2 black cross · b1 black cross · c1 black cross · d1 black cross · e1 black cross · f1 black cross · g1 black cross | e6 blanques cavall · g6 blanques alfil · f5 black cross · g5 black cross · e4 black cross · g4 black cross · d3 black cross · g3 black cross · b2 blanques rei · c2 black cross · d2 negres rei · g2 black cross · b1 black cross · c1 black cross · d1 black cross · e1 black cross · f1 black cross · g1 black cross | e6 blanques cavall · g6 blanques alfil · f5 black cross · g5 black cross · e4 black cross · g4 black cross · d3 black cross · g3 black cross · b2 blanques rei · c2 black cross · d2 negres rei · g2 black cross · b1 black cross · c1 black cross · d1 black cross · e1 black cross · f1 black cross · g1 black cross | e6 blanques cavall · g6 blanques alfil · f5 black cross · g5 black cross · e4 black cross · g4 black cross · d3 black cross · g3 black cross · b2 blanques rei · c2 black cross · d2 negres rei · g2 black cross · b1 black cross · c1 black cross · d1 black cross · e1 black cross · f1 black cross · g1 black cross | 8 |
| 7 | e6 blanques cavall · g6 blanques alfil · f5 black cross · g5 black cross · e4 black cross · g4 black cross · d3 black cross · g3 black cross · b2 blanques rei · c2 black cross · d2 negres rei · g2 black cross · b1 black cross · c1 black cross · d1 black cross · e1 black cross · f1 black cross · g1 black cross | e6 blanques cavall · g6 blanques alfil · f5 black cross · g5 black cross · e4 black cross · g4 black cross · d3 black cross · g3 black cross · b2 blanques rei · c2 black cross · d2 negres rei · g2 black cross · b1 black cross · c1 black cross · d1 black cross · e1 black cross · f1 black cross · g1 black cross | e6 blanques cavall · g6 blanques alfil · f5 black cross · g5 black cross · e4 black cross · g4 black cross · d3 black cross · g3 black cross · b2 blanques rei · c2 black cross · d2 negres rei · g2 black cross · b1 black cross · c1 black cross · d1 black cross · e1 black cross · f1 black cross · g1 black cross | e6 blanques cavall · g6 blanques alfil · f5 black cross · g5 black cross · e4 black cross · g4 black cross · d3 black cross · g3 black cross · b2 blanques rei · c2 black cross · d2 negres rei · g2 black cross · b1 black cross · c1 black cross · d1 black cross · e1 black cross · f1 black cross · g1 black cross | e6 blanques cavall · g6 blanques alfil · f5 black cross · g5 black cross · e4 black cross · g4 black cross · d3 black cross · g3 black cross · b2 blanques rei · c2 black cross · d2 negres rei · g2 black cross · b1 black cross · c1 black cross · d1 black cross · e1 black cross · f1 black cross · g1 black cross | e6 blanques cavall · g6 blanques alfil · f5 black cross · g5 black cross · e4 black cross · g4 black cross · d3 black cross · g3 black cross · b2 blanques rei · c2 black cross · d2 negres rei · g2 black cross · b1 black cross · c1 black cross · d1 black cross · e1 black cross · f1 black cross · g1 black cross | e6 blanques cavall · g6 blanques alfil · f5 black cross · g5 black cross · e4 black cross · g4 black cross · d3 black cross · g3 black cross · b2 blanques rei · c2 black cross · d2 negres rei · g2 black cross · b1 black cross · c1 black cross · d1 black cross · e1 black cross · f1 black cross · g1 black cross | e6 blanques cavall · g6 blanques alfil · f5 black cross · g5 black cross · e4 black cross · g4 black cross · d3 black cross · g3 black cross · b2 blanques rei · c2 black cross · d2 negres rei · g2 black cross · b1 black cross · c1 black cross · d1 black cross · e1 black cross · f1 black cross · g1 black cross | 7 |
| 6 | e6 blanques cavall · g6 blanques alfil · f5 black cross · g5 black cross · e4 black cross · g4 black cross · d3 black cross · g3 black cross · b2 blanques rei · c2 black cross · d2 negres rei · g2 black cross · b1 black cross · c1 black cross · d1 black cross · e1 black cross · f1 black cross · g1 black cross | e6 blanques cavall · g6 blanques alfil · f5 black cross · g5 black cross · e4 black cross · g4 black cross · d3 black cross · g3 black cross · b2 blanques rei · c2 black cross · d2 negres rei · g2 black cross · b1 black cross · c1 black cross · d1 black cross · e1 black cross · f1 black cross · g1 black cross | e6 blanques cavall · g6 blanques alfil · f5 black cross · g5 black cross · e4 black cross · g4 black cross · d3 black cross · g3 black cross · b2 blanques rei · c2 black cross · d2 negres rei · g2 black cross · b1 black cross · c1 black cross · d1 black cross · e1 black cross · f1 black cross · g1 black cross | e6 blanques cavall · g6 blanques alfil · f5 black cross · g5 black cross · e4 black cross · g4 black cross · d3 black cross · g3 black cross · b2 blanques rei · c2 black cross · d2 negres rei · g2 black cross · b1 black cross · c1 black cross · d1 black cross · e1 black cross · f1 black cross · g1 black cross | e6 blanques cavall · g6 blanques alfil · f5 black cross · g5 black cross · e4 black cross · g4 black cross · d3 black cross · g3 black cross · b2 blanques rei · c2 black cross · d2 negres rei · g2 black cross · b1 black cross · c1 black cross · d1 black cross · e1 black cross · f1 black cross · g1 black cross | e6 blanques cavall · g6 blanques alfil · f5 black cross · g5 black cross · e4 black cross · g4 black cross · d3 black cross · g3 black cross · b2 blanques rei · c2 black cross · d2 negres rei · g2 black cross · b1 black cross · c1 black cross · d1 black cross · e1 black cross · f1 black cross · g1 black cross | e6 blanques cavall · g6 blanques alfil · f5 black cross · g5 black cross · e4 black cross · g4 black cross · d3 black cross · g3 black cross · b2 blanques rei · c2 black cross · d2 negres rei · g2 black cross · b1 black cross · c1 black cross · d1 black cross · e1 black cross · f1 black cross · g1 black cross | e6 blanques cavall · g6 blanques alfil · f5 black cross · g5 black cross · e4 black cross · g4 black cross · d3 black cross · g3 black cross · b2 blanques rei · c2 black cross · d2 negres rei · g2 black cross · b1 black cross · c1 black cross · d1 black cross · e1 black cross · f1 black cross · g1 black cross | 6 |
| 5 | e6 blanques cavall · g6 blanques alfil · f5 black cross · g5 black cross · e4 black cross · g4 black cross · d3 black cross · g3 black cross · b2 blanques rei · c2 black cross · d2 negres rei · g2 black cross · b1 black cross · c1 black cross · d1 black cross · e1 black cross · f1 black cross · g1 black cross | e6 blanques cavall · g6 blanques alfil · f5 black cross · g5 black cross · e4 black cross · g4 black cross · d3 black cross · g3 black cross · b2 blanques rei · c2 black cross · d2 negres rei · g2 black cross · b1 black cross · c1 black cross · d1 black cross · e1 black cross · f1 black cross · g1 black cross | e6 blanques cavall · g6 blanques alfil · f5 black cross · g5 black cross · e4 black cross · g4 black cross · d3 black cross · g3 black cross · b2 blanques rei · c2 black cross · d2 negres rei · g2 black cross · b1 black cross · c1 black cross · d1 black cross · e1 black cross · f1 black cross · g1 black cross | e6 blanques cavall · g6 blanques alfil · f5 black cross · g5 black cross · e4 black cross · g4 black cross · d3 black cross · g3 black cross · b2 blanques rei · c2 black cross · d2 negres rei · g2 black cross · b1 black cross · c1 black cross · d1 black cross · e1 black cross · f1 black cross · g1 black cross | e6 blanques cavall · g6 blanques alfil · f5 black cross · g5 black cross · e4 black cross · g4 black cross · d3 black cross · g3 black cross · b2 blanques rei · c2 black cross · d2 negres rei · g2 black cross · b1 black cross · c1 black cross · d1 black cross · e1 black cross · f1 black cross · g1 black cross | e6 blanques cavall · g6 blanques alfil · f5 black cross · g5 black cross · e4 black cross · g4 black cross · d3 black cross · g3 black cross · b2 blanques rei · c2 black cross · d2 negres rei · g2 black cross · b1 black cross · c1 black cross · d1 black cross · e1 black cross · f1 black cross · g1 black cross | e6 blanques cavall · g6 blanques alfil · f5 black cross · g5 black cross · e4 black cross · g4 black cross · d3 black cross · g3 black cross · b2 blanques rei · c2 black cross · d2 negres rei · g2 black cross · b1 black cross · c1 black cross · d1 black cross · e1 black cross · f1 black cross · g1 black cross | e6 blanques cavall · g6 blanques alfil · f5 black cross · g5 black cross · e4 black cross · g4 black cross · d3 black cross · g3 black cross · b2 blanques rei · c2 black cross · d2 negres rei · g2 black cross · b1 black cross · c1 black cross · d1 black cross · e1 black cross · f1 black cross · g1 black cross | 5 |
| 4 | e6 blanques cavall · g6 blanques alfil · f5 black cross · g5 black cross · e4 black cross · g4 black cross · d3 black cross · g3 black cross · b2 blanques rei · c2 black cross · d2 negres rei · g2 black cross · b1 black cross · c1 black cross · d1 black cross · e1 black cross · f1 black cross · g1 black cross | e6 blanques cavall · g6 blanques alfil · f5 black cross · g5 black cross · e4 black cross · g4 black cross · d3 black cross · g3 black cross · b2 blanques rei · c2 black cross · d2 negres rei · g2 black cross · b1 black cross · c1 black cross · d1 black cross · e1 black cross · f1 black cross · g1 black cross | e6 blanques cavall · g6 blanques alfil · f5 black cross · g5 black cross · e4 black cross · g4 black cross · d3 black cross · g3 black cross · b2 blanques rei · c2 black cross · d2 negres rei · g2 black cross · b1 black cross · c1 black cross · d1 black cross · e1 black cross · f1 black cross · g1 black cross | e6 blanques cavall · g6 blanques alfil · f5 black cross · g5 black cross · e4 black cross · g4 black cross · d3 black cross · g3 black cross · b2 blanques rei · c2 black cross · d2 negres rei · g2 black cross · b1 black cross · c1 black cross · d1 black cross · e1 black cross · f1 black cross · g1 black cross | e6 blanques cavall · g6 blanques alfil · f5 black cross · g5 black cross · e4 black cross · g4 black cross · d3 black cross · g3 black cross · b2 blanques rei · c2 black cross · d2 negres rei · g2 black cross · b1 black cross · c1 black cross · d1 black cross · e1 black cross · f1 black cross · g1 black cross | e6 blanques cavall · g6 blanques alfil · f5 black cross · g5 black cross · e4 black cross · g4 black cross · d3 black cross · g3 black cross · b2 blanques rei · c2 black cross · d2 negres rei · g2 black cross · b1 black cross · c1 black cross · d1 black cross · e1 black cross · f1 black cross · g1 black cross | e6 blanques cavall · g6 blanques alfil · f5 black cross · g5 black cross · e4 black cross · g4 black cross · d3 black cross · g3 black cross · b2 blanques rei · c2 black cross · d2 negres rei · g2 black cross · b1 black cross · c1 black cross · d1 black cross · e1 black cross · f1 black cross · g1 black cross | e6 blanques cavall · g6 blanques alfil · f5 black cross · g5 black cross · e4 black cross · g4 black cross · d3 black cross · g3 black cross · b2 blanques rei · c2 black cross · d2 negres rei · g2 black cross · b1 black cross · c1 black cross · d1 black cross · e1 black cross · f1 black cross · g1 black cross | 4 |
| 3 | e6 blanques cavall · g6 blanques alfil · f5 black cross · g5 black cross · e4 black cross · g4 black cross · d3 black cross · g3 black cross · b2 blanques rei · c2 black cross · d2 negres rei · g2 black cross · b1 black cross · c1 black cross · d1 black cross · e1 black cross · f1 black cross · g1 black cross | e6 blanques cavall · g6 blanques alfil · f5 black cross · g5 black cross · e4 black cross · g4 black cross · d3 black cross · g3 black cross · b2 blanques rei · c2 black cross · d2 negres rei · g2 black cross · b1 black cross · c1 black cross · d1 black cross · e1 black cross · f1 black cross · g1 black cross | e6 blanques cavall · g6 blanques alfil · f5 black cross · g5 black cross · e4 black cross · g4 black cross · d3 black cross · g3 black cross · b2 blanques rei · c2 black cross · d2 negres rei · g2 black cross · b1 black cross · c1 black cross · d1 black cross · e1 black cross · f1 black cross · g1 black cross | e6 blanques cavall · g6 blanques alfil · f5 black cross · g5 black cross · e4 black cross · g4 black cross · d3 black cross · g3 black cross · b2 blanques rei · c2 black cross · d2 negres rei · g2 black cross · b1 black cross · c1 black cross · d1 black cross · e1 black cross · f1 black cross · g1 black cross | e6 blanques cavall · g6 blanques alfil · f5 black cross · g5 black cross · e4 black cross · g4 black cross · d3 black cross · g3 black cross · b2 blanques rei · c2 black cross · d2 negres rei · g2 black cross · b1 black cross · c1 black cross · d1 black cross · e1 black cross · f1 black cross · g1 black cross | e6 blanques cavall · g6 blanques alfil · f5 black cross · g5 black cross · e4 black cross · g4 black cross · d3 black cross · g3 black cross · b2 blanques rei · c2 black cross · d2 negres rei · g2 black cross · b1 black cross · c1 black cross · d1 black cross · e1 black cross · f1 black cross · g1 black cross | e6 blanques cavall · g6 blanques alfil · f5 black cross · g5 black cross · e4 black cross · g4 black cross · d3 black cross · g3 black cross · b2 blanques rei · c2 black cross · d2 negres rei · g2 black cross · b1 black cross · c1 black cross · d1 black cross · e1 black cross · f1 black cross · g1 black cross | e6 blanques cavall · g6 blanques alfil · f5 black cross · g5 black cross · e4 black cross · g4 black cross · d3 black cross · g3 black cross · b2 blanques rei · c2 black cross · d2 negres rei · g2 black cross · b1 black cross · c1 black cross · d1 black cross · e1 black cross · f1 black cross · g1 black cross | 3 |
| 2 | e6 blanques cavall · g6 blanques alfil · f5 black cross · g5 black cross · e4 black cross · g4 black cross · d3 black cross · g3 black cross · b2 blanques rei · c2 black cross · d2 negres rei · g2 black cross · b1 black cross · c1 black cross · d1 black cross · e1 black cross · f1 black cross · g1 black cross | e6 blanques cavall · g6 blanques alfil · f5 black cross · g5 black cross · e4 black cross · g4 black cross · d3 black cross · g3 black cross · b2 blanques rei · c2 black cross · d2 negres rei · g2 black cross · b1 black cross · c1 black cross · d1 black cross · e1 black cross · f1 black cross · g1 black cross | e6 blanques cavall · g6 blanques alfil · f5 black cross · g5 black cross · e4 black cross · g4 black cross · d3 black cross · g3 black cross · b2 blanques rei · c2 black cross · d2 negres rei · g2 black cross · b1 black cross · c1 black cross · d1 black cross · e1 black cross · f1 black cross · g1 black cross | e6 blanques cavall · g6 blanques alfil · f5 black cross · g5 black cross · e4 black cross · g4 black cross · d3 black cross · g3 black cross · b2 blanques rei · c2 black cross · d2 negres rei · g2 black cross · b1 black cross · c1 black cross · d1 black cross · e1 black cross · f1 black cross · g1 black cross | e6 blanques cavall · g6 blanques alfil · f5 black cross · g5 black cross · e4 black cross · g4 black cross · d3 black cross · g3 black cross · b2 blanques rei · c2 black cross · d2 negres rei · g2 black cross · b1 black cross · c1 black cross · d1 black cross · e1 black cross · f1 black cross · g1 black cross | e6 blanques cavall · g6 blanques alfil · f5 black cross · g5 black cross · e4 black cross · g4 black cross · d3 black cross · g3 black cross · b2 blanques rei · c2 black cross · d2 negres rei · g2 black cross · b1 black cross · c1 black cross · d1 black cross · e1 black cross · f1 black cross · g1 black cross | e6 blanques cavall · g6 blanques alfil · f5 black cross · g5 black cross · e4 black cross · g4 black cross · d3 black cross · g3 black cross · b2 blanques rei · c2 black cross · d2 negres rei · g2 black cross · b1 black cross · c1 black cross · d1 black cross · e1 black cross · f1 black cross · g1 black cross | e6 blanques cavall · g6 blanques alfil · f5 black cross · g5 black cross · e4 black cross · g4 black cross · d3 black cross · g3 black cross · b2 blanques rei · c2 black cross · d2 negres rei · g2 black cross · b1 black cross · c1 black cross · d1 black cross · e1 black cross · f1 black cross · g1 black cross | 2 |
| 1 | e6 blanques cavall · g6 blanques alfil · f5 black cross · g5 black cross · e4 black cross · g4 black cross · d3 black cross · g3 black cross · b2 blanques rei · c2 black cross · d2 negres rei · g2 black cross · b1 black cross · c1 black cross · d1 black cross · e1 black cross · f1 black cross · g1 black cross | e6 blanques cavall · g6 blanques alfil · f5 black cross · g5 black cross · e4 black cross · g4 black cross · d3 black cross · g3 black cross · b2 blanques rei · c2 black cross · d2 negres rei · g2 black cross · b1 black cross · c1 black cross · d1 black cross · e1 black cross · f1 black cross · g1 black cross | e6 blanques cavall · g6 blanques alfil · f5 black cross · g5 black cross · e4 black cross · g4 black cross · d3 black cross · g3 black cross · b2 blanques rei · c2 black cross · d2 negres rei · g2 black cross · b1 black cross · c1 black cross · d1 black cross · e1 black cross · f1 black cross · g1 black cross | e6 blanques cavall · g6 blanques alfil · f5 black cross · g5 black cross · e4 black cross · g4 black cross · d3 black cross · g3 black cross · b2 blanques rei · c2 black cross · d2 negres rei · g2 black cross · b1 black cross · c1 black cross · d1 black cross · e1 black cross · f1 black cross · g1 black cross | e6 blanques cavall · g6 blanques alfil · f5 black cross · g5 black cross · e4 black cross · g4 black cross · d3 black cross · g3 black cross · b2 blanques rei · c2 black cross · d2 negres rei · g2 black cross · b1 black cross · c1 black cross · d1 black cross · e1 black cross · f1 black cross · g1 black cross | e6 blanques cavall · g6 blanques alfil · f5 black cross · g5 black cross · e4 black cross · g4 black cross · d3 black cross · g3 black cross · b2 blanques rei · c2 black cross · d2 negres rei · g2 black cross · b1 black cross · c1 black cross · d1 black cross · e1 black cross · f1 black cross · g1 black cross | e6 blanques cavall · g6 blanques alfil · f5 black cross · g5 black cross · e4 black cross · g4 black cross · d3 black cross · g3 black cross · b2 blanques rei · c2 black cross · d2 negres rei · g2 black cross · b1 black cross · c1 black cross · d1 black cross · e1 black cross · f1 black cross · g1 black cross | e6 blanques cavall · g6 blanques alfil · f5 black cross · g5 black cross · e4 black cross · g4 black cross · d3 black cross · g3 black cross · b2 blanques rei · c2 black cross · d2 negres rei · g2 black cross · b1 black cross · c1 black cross · d1 black cross · e1 black cross · f1 black cross · g1 black cross | 1 |
|   | a | b | c | d | e | f | g | h |   |

|   | a | b | c | d | e | f | g | h |   |
| 8 | e4 blanques cavall · g4 blanques alfil · f3 black cross · g3 black cross · e2 black cross · g2 black cross · d1 black cross · e1 negres rei · f1 black cross · g1 black cross | e4 blanques cavall · g4 blanques alfil · f3 black cross · g3 black cross · e2 black cross · g2 black cross · d1 black cross · e1 negres rei · f1 black cross · g1 black cross | e4 blanques cavall · g4 blanques alfil · f3 black cross · g3 black cross · e2 black cross · g2 black cross · d1 black cross · e1 negres rei · f1 black cross · g1 black cross | e4 blanques cavall · g4 blanques alfil · f3 black cross · g3 black cross · e2 black cross · g2 black cross · d1 black cross · e1 negres rei · f1 black cross · g1 black cross | e4 blanques cavall · g4 blanques alfil · f3 black cross · g3 black cross · e2 black cross · g2 black cross · d1 black cross · e1 negres rei · f1 black cross · g1 black cross | e4 blanques cavall · g4 blanques alfil · f3 black cross · g3 black cross · e2 black cross · g2 black cross · d1 black cross · e1 negres rei · f1 black cross · g1 black cross | e4 blanques cavall · g4 blanques alfil · f3 black cross · g3 black cross · e2 black cross · g2 black cross · d1 black cross · e1 negres rei · f1 black cross · g1 black cross | e4 blanques cavall · g4 blanques alfil · f3 black cross · g3 black cross · e2 black cross · g2 black cross · d1 black cross · e1 negres rei · f1 black cross · g1 black cross | 8 |
| 7 | e4 blanques cavall · g4 blanques alfil · f3 black cross · g3 black cross · e2 black cross · g2 black cross · d1 black cross · e1 negres rei · f1 black cross · g1 black cross | e4 blanques cavall · g4 blanques alfil · f3 black cross · g3 black cross · e2 black cross · g2 black cross · d1 black cross · e1 negres rei · f1 black cross · g1 black cross | e4 blanques cavall · g4 blanques alfil · f3 black cross · g3 black cross · e2 black cross · g2 black cross · d1 black cross · e1 negres rei · f1 black cross · g1 black cross | e4 blanques cavall · g4 blanques alfil · f3 black cross · g3 black cross · e2 black cross · g2 black cross · d1 black cross · e1 negres rei · f1 black cross · g1 black cross | e4 blanques cavall · g4 blanques alfil · f3 black cross · g3 black cross · e2 black cross · g2 black cross · d1 black cross · e1 negres rei · f1 black cross · g1 black cross | e4 blanques cavall · g4 blanques alfil · f3 black cross · g3 black cross · e2 black cross · g2 black cross · d1 black cross · e1 negres rei · f1 black cross · g1 black cross | e4 blanques cavall · g4 blanques alfil · f3 black cross · g3 black cross · e2 black cross · g2 black cross · d1 black cross · e1 negres rei · f1 black cross · g1 black cross | e4 blanques cavall · g4 blanques alfil · f3 black cross · g3 black cross · e2 black cross · g2 black cross · d1 black cross · e1 negres rei · f1 black cross · g1 black cross | 7 |
| 6 | e4 blanques cavall · g4 blanques alfil · f3 black cross · g3 black cross · e2 black cross · g2 black cross · d1 black cross · e1 negres rei · f1 black cross · g1 black cross | e4 blanques cavall · g4 blanques alfil · f3 black cross · g3 black cross · e2 black cross · g2 black cross · d1 black cross · e1 negres rei · f1 black cross · g1 black cross | e4 blanques cavall · g4 blanques alfil · f3 black cross · g3 black cross · e2 black cross · g2 black cross · d1 black cross · e1 negres rei · f1 black cross · g1 black cross | e4 blanques cavall · g4 blanques alfil · f3 black cross · g3 black cross · e2 black cross · g2 black cross · d1 black cross · e1 negres rei · f1 black cross · g1 black cross | e4 blanques cavall · g4 blanques alfil · f3 black cross · g3 black cross · e2 black cross · g2 black cross · d1 black cross · e1 negres rei · f1 black cross · g1 black cross | e4 blanques cavall · g4 blanques alfil · f3 black cross · g3 black cross · e2 black cross · g2 black cross · d1 black cross · e1 negres rei · f1 black cross · g1 black cross | e4 blanques cavall · g4 blanques alfil · f3 black cross · g3 black cross · e2 black cross · g2 black cross · d1 black cross · e1 negres rei · f1 black cross · g1 black cross | e4 blanques cavall · g4 blanques alfil · f3 black cross · g3 black cross · e2 black cross · g2 black cross · d1 black cross · e1 negres rei · f1 black cross · g1 black cross | 6 |
| 5 | e4 blanques cavall · g4 blanques alfil · f3 black cross · g3 black cross · e2 black cross · g2 black cross · d1 black cross · e1 negres rei · f1 black cross · g1 black cross | e4 blanques cavall · g4 blanques alfil · f3 black cross · g3 black cross · e2 black cross · g2 black cross · d1 black cross · e1 negres rei · f1 black cross · g1 black cross | e4 blanques cavall · g4 blanques alfil · f3 black cross · g3 black cross · e2 black cross · g2 black cross · d1 black cross · e1 negres rei · f1 black cross · g1 black cross | e4 blanques cavall · g4 blanques alfil · f3 black cross · g3 black cross · e2 black cross · g2 black cross · d1 black cross · e1 negres rei · f1 black cross · g1 black cross | e4 blanques cavall · g4 blanques alfil · f3 black cross · g3 black cross · e2 black cross · g2 black cross · d1 black cross · e1 negres rei · f1 black cross · g1 black cross | e4 blanques cavall · g4 blanques alfil · f3 black cross · g3 black cross · e2 black cross · g2 black cross · d1 black cross · e1 negres rei · f1 black cross · g1 black cross | e4 blanques cavall · g4 blanques alfil · f3 black cross · g3 black cross · e2 black cross · g2 black cross · d1 black cross · e1 negres rei · f1 black cross · g1 black cross | e4 blanques cavall · g4 blanques alfil · f3 black cross · g3 black cross · e2 black cross · g2 black cross · d1 black cross · e1 negres rei · f1 black cross · g1 black cross | 5 |
| 4 | e4 blanques cavall · g4 blanques alfil · f3 black cross · g3 black cross · e2 black cross · g2 black cross · d1 black cross · e1 negres rei · f1 black cross · g1 black cross | e4 blanques cavall · g4 blanques alfil · f3 black cross · g3 black cross · e2 black cross · g2 black cross · d1 black cross · e1 negres rei · f1 black cross · g1 black cross | e4 blanques cavall · g4 blanques alfil · f3 black cross · g3 black cross · e2 black cross · g2 black cross · d1 black cross · e1 negres rei · f1 black cross · g1 black cross | e4 blanques cavall · g4 blanques alfil · f3 black cross · g3 black cross · e2 black cross · g2 black cross · d1 black cross · e1 negres rei · f1 black cross · g1 black cross | e4 blanques cavall · g4 blanques alfil · f3 black cross · g3 black cross · e2 black cross · g2 black cross · d1 black cross · e1 negres rei · f1 black cross · g1 black cross | e4 blanques cavall · g4 blanques alfil · f3 black cross · g3 black cross · e2 black cross · g2 black cross · d1 black cross · e1 negres rei · f1 black cross · g1 black cross | e4 blanques cavall · g4 blanques alfil · f3 black cross · g3 black cross · e2 black cross · g2 black cross · d1 black cross · e1 negres rei · f1 black cross · g1 black cross | e4 blanques cavall · g4 blanques alfil · f3 black cross · g3 black cross · e2 black cross · g2 black cross · d1 black cross · e1 negres rei · f1 black cross · g1 black cross | 4 |
| 3 | e4 blanques cavall · g4 blanques alfil · f3 black cross · g3 black cross · e2 black cross · g2 black cross · d1 black cross · e1 negres rei · f1 black cross · g1 black cross | e4 blanques cavall · g4 blanques alfil · f3 black cross · g3 black cross · e2 black cross · g2 black cross · d1 black cross · e1 negres rei · f1 black cross · g1 black cross | e4 blanques cavall · g4 blanques alfil · f3 black cross · g3 black cross · e2 black cross · g2 black cross · d1 black cross · e1 negres rei · f1 black cross · g1 black cross | e4 blanques cavall · g4 blanques alfil · f3 black cross · g3 black cross · e2 black cross · g2 black cross · d1 black cross · e1 negres rei · f1 black cross · g1 black cross | e4 blanques cavall · g4 blanques alfil · f3 black cross · g3 black cross · e2 black cross · g2 black cross · d1 black cross · e1 negres rei · f1 black cross · g1 black cross | e4 blanques cavall · g4 blanques alfil · f3 black cross · g3 black cross · e2 black cross · g2 black cross · d1 black cross · e1 negres rei · f1 black cross · g1 black cross | e4 blanques cavall · g4 blanques alfil · f3 black cross · g3 black cross · e2 black cross · g2 black cross · d1 black cross · e1 negres rei · f1 black cross · g1 black cross | e4 blanques cavall · g4 blanques alfil · f3 black cross · g3 black cross · e2 black cross · g2 black cross · d1 black cross · e1 negres rei · f1 black cross · g1 black cross | 3 |
| 2 | e4 blanques cavall · g4 blanques alfil · f3 black cross · g3 black cross · e2 black cross · g2 black cross · d1 black cross · e1 negres rei · f1 black cross · g1 black cross | e4 blanques cavall · g4 blanques alfil · f3 black cross · g3 black cross · e2 black cross · g2 black cross · d1 black cross · e1 negres rei · f1 black cross · g1 black cross | e4 blanques cavall · g4 blanques alfil · f3 black cross · g3 black cross · e2 black cross · g2 black cross · d1 black cross · e1 negres rei · f1 black cross · g1 black cross | e4 blanques cavall · g4 blanques alfil · f3 black cross · g3 black cross · e2 black cross · g2 black cross · d1 black cross · e1 negres rei · f1 black cross · g1 black cross | e4 blanques cavall · g4 blanques alfil · f3 black cross · g3 black cross · e2 black cross · g2 black cross · d1 black cross · e1 negres rei · f1 black cross · g1 black cross | e4 blanques cavall · g4 blanques alfil · f3 black cross · g3 black cross · e2 black cross · g2 black cross · d1 black cross · e1 negres rei · f1 black cross · g1 black cross | e4 blanques cavall · g4 blanques alfil · f3 black cross · g3 black cross · e2 black cross · g2 black cross · d1 black cross · e1 negres rei · f1 black cross · g1 black cross | e4 blanques cavall · g4 blanques alfil · f3 black cross · g3 black cross · e2 black cross · g2 black cross · d1 black cross · e1 negres rei · f1 black cross · g1 black cross | 2 |
| 1 | e4 blanques cavall · g4 blanques alfil · f3 black cross · g3 black cross · e2 black cross · g2 black cross · d1 black cross · e1 negres rei · f1 black cross · g1 black cross | e4 blanques cavall · g4 blanques alfil · f3 black cross · g3 black cross · e2 black cross · g2 black cross · d1 black cross · e1 negres rei · f1 black cross · g1 black cross | e4 blanques cavall · g4 blanques alfil · f3 black cross · g3 black cross · e2 black cross · g2 black cross · d1 black cross · e1 negres rei · f1 black cross · g1 black cross | e4 blanques cavall · g4 blanques alfil · f3 black cross · g3 black cross · e2 black cross · g2 black cross · d1 black cross · e1 negres rei · f1 black cross · g1 black cross | e4 blanques cavall · g4 blanques alfil · f3 black cross · g3 black cross · e2 black cross · g2 black cross · d1 black cross · e1 negres rei · f1 black cross · g1 black cross | e4 blanques cavall · g4 blanques alfil · f3 black cross · g3 black cross · e2 black cross · g2 black cross · d1 black cross · e1 negres rei · f1 black cross · g1 black cross | e4 blanques cavall · g4 blanques alfil · f3 black cross · g3 black cross · e2 black cross · g2 black cross · d1 black cross · e1 negres rei · f1 black cross · g1 black cross | e4 blanques cavall · g4 blanques alfil · f3 black cross · g3 black cross · e2 black cross · g2 black cross · d1 black cross · e1 negres rei · f1 black cross · g1 black cross | 1 |
|   | a | b | c | d | e | f | g | h |   |

|   | a | b | c | d | e | f | g | h |   |
| 8 | g3 blanques rei · h3 blanques alfil · g2 black cross · h2 black cross · f1 black cross · g1 negres rei · h1 black cross | g3 blanques rei · h3 blanques alfil · g2 black cross · h2 black cross · f1 black cross · g1 negres rei · h1 black cross | g3 blanques rei · h3 blanques alfil · g2 black cross · h2 black cross · f1 black cross · g1 negres rei · h1 black cross | g3 blanques rei · h3 blanques alfil · g2 black cross · h2 black cross · f1 black cross · g1 negres rei · h1 black cross | g3 blanques rei · h3 blanques alfil · g2 black cross · h2 black cross · f1 black cross · g1 negres rei · h1 black cross | g3 blanques rei · h3 blanques alfil · g2 black cross · h2 black cross · f1 black cross · g1 negres rei · h1 black cross | g3 blanques rei · h3 blanques alfil · g2 black cross · h2 black cross · f1 black cross · g1 negres rei · h1 black cross | g3 blanques rei · h3 blanques alfil · g2 black cross · h2 black cross · f1 black cross · g1 negres rei · h1 black cross | 8 |
| 7 | g3 blanques rei · h3 blanques alfil · g2 black cross · h2 black cross · f1 black cross · g1 negres rei · h1 black cross | g3 blanques rei · h3 blanques alfil · g2 black cross · h2 black cross · f1 black cross · g1 negres rei · h1 black cross | g3 blanques rei · h3 blanques alfil · g2 black cross · h2 black cross · f1 black cross · g1 negres rei · h1 black cross | g3 blanques rei · h3 blanques alfil · g2 black cross · h2 black cross · f1 black cross · g1 negres rei · h1 black cross | g3 blanques rei · h3 blanques alfil · g2 black cross · h2 black cross · f1 black cross · g1 negres rei · h1 black cross | g3 blanques rei · h3 blanques alfil · g2 black cross · h2 black cross · f1 black cross · g1 negres rei · h1 black cross | g3 blanques rei · h3 blanques alfil · g2 black cross · h2 black cross · f1 black cross · g1 negres rei · h1 black cross | g3 blanques rei · h3 blanques alfil · g2 black cross · h2 black cross · f1 black cross · g1 negres rei · h1 black cross | 7 |
| 6 | g3 blanques rei · h3 blanques alfil · g2 black cross · h2 black cross · f1 black cross · g1 negres rei · h1 black cross | g3 blanques rei · h3 blanques alfil · g2 black cross · h2 black cross · f1 black cross · g1 negres rei · h1 black cross | g3 blanques rei · h3 blanques alfil · g2 black cross · h2 black cross · f1 black cross · g1 negres rei · h1 black cross | g3 blanques rei · h3 blanques alfil · g2 black cross · h2 black cross · f1 black cross · g1 negres rei · h1 black cross | g3 blanques rei · h3 blanques alfil · g2 black cross · h2 black cross · f1 black cross · g1 negres rei · h1 black cross | g3 blanques rei · h3 blanques alfil · g2 black cross · h2 black cross · f1 black cross · g1 negres rei · h1 black cross | g3 blanques rei · h3 blanques alfil · g2 black cross · h2 black cross · f1 black cross · g1 negres rei · h1 black cross | g3 blanques rei · h3 blanques alfil · g2 black cross · h2 black cross · f1 black cross · g1 negres rei · h1 black cross | 6 |
| 5 | g3 blanques rei · h3 blanques alfil · g2 black cross · h2 black cross · f1 black cross · g1 negres rei · h1 black cross | g3 blanques rei · h3 blanques alfil · g2 black cross · h2 black cross · f1 black cross · g1 negres rei · h1 black cross | g3 blanques rei · h3 blanques alfil · g2 black cross · h2 black cross · f1 black cross · g1 negres rei · h1 black cross | g3 blanques rei · h3 blanques alfil · g2 black cross · h2 black cross · f1 black cross · g1 negres rei · h1 black cross | g3 blanques rei · h3 blanques alfil · g2 black cross · h2 black cross · f1 black cross · g1 negres rei · h1 black cross | g3 blanques rei · h3 blanques alfil · g2 black cross · h2 black cross · f1 black cross · g1 negres rei · h1 black cross | g3 blanques rei · h3 blanques alfil · g2 black cross · h2 black cross · f1 black cross · g1 negres rei · h1 black cross | g3 blanques rei · h3 blanques alfil · g2 black cross · h2 black cross · f1 black cross · g1 negres rei · h1 black cross | 5 |
| 4 | g3 blanques rei · h3 blanques alfil · g2 black cross · h2 black cross · f1 black cross · g1 negres rei · h1 black cross | g3 blanques rei · h3 blanques alfil · g2 black cross · h2 black cross · f1 black cross · g1 negres rei · h1 black cross | g3 blanques rei · h3 blanques alfil · g2 black cross · h2 black cross · f1 black cross · g1 negres rei · h1 black cross | g3 blanques rei · h3 blanques alfil · g2 black cross · h2 black cross · f1 black cross · g1 negres rei · h1 black cross | g3 blanques rei · h3 blanques alfil · g2 black cross · h2 black cross · f1 black cross · g1 negres rei · h1 black cross | g3 blanques rei · h3 blanques alfil · g2 black cross · h2 black cross · f1 black cross · g1 negres rei · h1 black cross | g3 blanques rei · h3 blanques alfil · g2 black cross · h2 black cross · f1 black cross · g1 negres rei · h1 black cross | g3 blanques rei · h3 blanques alfil · g2 black cross · h2 black cross · f1 black cross · g1 negres rei · h1 black cross | 4 |
| 3 | g3 blanques rei · h3 blanques alfil · g2 black cross · h2 black cross · f1 black cross · g1 negres rei · h1 black cross | g3 blanques rei · h3 blanques alfil · g2 black cross · h2 black cross · f1 black cross · g1 negres rei · h1 black cross | g3 blanques rei · h3 blanques alfil · g2 black cross · h2 black cross · f1 black cross · g1 negres rei · h1 black cross | g3 blanques rei · h3 blanques alfil · g2 black cross · h2 black cross · f1 black cross · g1 negres rei · h1 black cross | g3 blanques rei · h3 blanques alfil · g2 black cross · h2 black cross · f1 black cross · g1 negres rei · h1 black cross | g3 blanques rei · h3 blanques alfil · g2 black cross · h2 black cross · f1 black cross · g1 negres rei · h1 black cross | g3 blanques rei · h3 blanques alfil · g2 black cross · h2 black cross · f1 black cross · g1 negres rei · h1 black cross | g3 blanques rei · h3 blanques alfil · g2 black cross · h2 black cross · f1 black cross · g1 negres rei · h1 black cross | 3 |
| 2 | g3 blanques rei · h3 blanques alfil · g2 black cross · h2 black cross · f1 black cross · g1 negres rei · h1 black cross | g3 blanques rei · h3 blanques alfil · g2 black cross · h2 black cross · f1 black cross · g1 negres rei · h1 black cross | g3 blanques rei · h3 blanques alfil · g2 black cross · h2 black cross · f1 black cross · g1 negres rei · h1 black cross | g3 blanques rei · h3 blanques alfil · g2 black cross · h2 black cross · f1 black cross · g1 negres rei · h1 black cross | g3 blanques rei · h3 blanques alfil · g2 black cross · h2 black cross · f1 black cross · g1 negres rei · h1 black cross | g3 blanques rei · h3 blanques alfil · g2 black cross · h2 black cross · f1 black cross · g1 negres rei · h1 black cross | g3 blanques rei · h3 blanques alfil · g2 black cross · h2 black cross · f1 black cross · g1 negres rei · h1 black cross | g3 blanques rei · h3 blanques alfil · g2 black cross · h2 black cross · f1 black cross · g1 negres rei · h1 black cross | 2 |
| 1 | g3 blanques rei · h3 blanques alfil · g2 black cross · h2 black cross · f1 black cross · g1 negres rei · h1 black cross | g3 blanques rei · h3 blanques alfil · g2 black cross · h2 black cross · f1 black cross · g1 negres rei · h1 black cross | g3 blanques rei · h3 blanques alfil · g2 black cross · h2 black cross · f1 black cross · g1 negres rei · h1 black cross | g3 blanques rei · h3 blanques alfil · g2 black cross · h2 black cross · f1 black cross · g1 negres rei · h1 black cross | g3 blanques rei · h3 blanques alfil · g2 black cross · h2 black cross · f1 black cross · g1 negres rei · h1 black cross | g3 blanques rei · h3 blanques alfil · g2 black cross · h2 black cross · f1 black cross · g1 negres rei · h1 black cross | g3 blanques rei · h3 blanques alfil · g2 black cross · h2 black cross · f1 black cross · g1 negres rei · h1 black cross | g3 blanques rei · h3 blanques alfil · g2 black cross · h2 black cross · f1 black cross · g1 negres rei · h1 black cross | 1 |
|   | a | b | c | d | e | f | g | h |   |

Començant des de la posició del primer triangle, venç el blanc:
1.Ac2 (per empènyer el rei cap a la cantonada)
1...Re3 (el rei es queda tan a prop del mig com sigui possible)
2.Rc1 (el pla és vigilar e2, probablement des de d1)
2...Re2
|   | a                                                                        | b                                                                        | c                                                                        | d                                                                        | e                                                                        | f                                                                        | g                                                                        | h                                                                        |   |
| 8 | e6 blanques cavall · g6 blanques alfil · f4 blanques rei · h3 negres rei | e6 blanques cavall · g6 blanques alfil · f4 blanques rei · h3 negres rei | e6 blanques cavall · g6 blanques alfil · f4 blanques rei · h3 negres rei | e6 blanques cavall · g6 blanques alfil · f4 blanques rei · h3 negres rei | e6 blanques cavall · g6 blanques alfil · f4 blanques rei · h3 negres rei | e6 blanques cavall · g6 blanques alfil · f4 blanques rei · h3 negres rei | e6 blanques cavall · g6 blanques alfil · f4 blanques rei · h3 negres rei | e6 blanques cavall · g6 blanques alfil · f4 blanques rei · h3 negres rei | 8 |
| 7 | e6 blanques cavall · g6 blanques alfil · f4 blanques rei · h3 negres rei | e6 blanques cavall · g6 blanques alfil · f4 blanques rei · h3 negres rei | e6 blanques cavall · g6 blanques alfil · f4 blanques rei · h3 negres rei | e6 blanques cavall · g6 blanques alfil · f4 blanques rei · h3 negres rei | e6 blanques cavall · g6 blanques alfil · f4 blanques rei · h3 negres rei | e6 blanques cavall · g6 blanques alfil · f4 blanques rei · h3 negres rei | e6 blanques cavall · g6 blanques alfil · f4 blanques rei · h3 negres rei | e6 blanques cavall · g6 blanques alfil · f4 blanques rei · h3 negres rei | 7 |
| 6 | e6 blanques cavall · g6 blanques alfil · f4 blanques rei · h3 negres rei | e6 blanques cavall · g6 blanques alfil · f4 blanques rei · h3 negres rei | e6 blanques cavall · g6 blanques alfil · f4 blanques rei · h3 negres rei | e6 blanques cavall · g6 blanques alfil · f4 blanques rei · h3 negres rei | e6 blanques cavall · g6 blanques alfil · f4 blanques rei · h3 negres rei | e6 blanques cavall · g6 blanques alfil · f4 blanques rei · h3 negres rei | e6 blanques cavall · g6 blanques alfil · f4 blanques rei · h3 negres rei | e6 blanques cavall · g6 blanques alfil · f4 blanques rei · h3 negres rei | 6 |
| 5 | e6 blanques cavall · g6 blanques alfil · f4 blanques rei · h3 negres rei | e6 blanques cavall · g6 blanques alfil · f4 blanques rei · h3 negres rei | e6 blanques cavall · g6 blanques alfil · f4 blanques rei · h3 negres rei | e6 blanques cavall · g6 blanques alfil · f4 blanques rei · h3 negres rei | e6 blanques cavall · g6 blanques alfil · f4 blanques rei · h3 negres rei | e6 blanques cavall · g6 blanques alfil · f4 blanques rei · h3 negres rei | e6 blanques cavall · g6 blanques alfil · f4 blanques rei · h3 negres rei | e6 blanques cavall · g6 blanques alfil · f4 blanques rei · h3 negres rei | 5 |
| 4 | e6 blanques cavall · g6 blanques alfil · f4 blanques rei · h3 negres rei | e6 blanques cavall · g6 blanques alfil · f4 blanques rei · h3 negres rei | e6 blanques cavall · g6 blanques alfil · f4 blanques rei · h3 negres rei | e6 blanques cavall · g6 blanques alfil · f4 blanques rei · h3 negres rei | e6 blanques cavall · g6 blanques alfil · f4 blanques rei · h3 negres rei | e6 blanques cavall · g6 blanques alfil · f4 blanques rei · h3 negres rei | e6 blanques cavall · g6 blanques alfil · f4 blanques rei · h3 negres rei | e6 blanques cavall · g6 blanques alfil · f4 blanques rei · h3 negres rei | 4 |
| 3 | e6 blanques cavall · g6 blanques alfil · f4 blanques rei · h3 negres rei | e6 blanques cavall · g6 blanques alfil · f4 blanques rei · h3 negres rei | e6 blanques cavall · g6 blanques alfil · f4 blanques rei · h3 negres rei | e6 blanques cavall · g6 blanques alfil · f4 blanques rei · h3 negres rei | e6 blanques cavall · g6 blanques alfil · f4 blanques rei · h3 negres rei | e6 blanques cavall · g6 blanques alfil · f4 blanques rei · h3 negres rei | e6 blanques cavall · g6 blanques alfil · f4 blanques rei · h3 negres rei | e6 blanques cavall · g6 blanques alfil · f4 blanques rei · h3 negres rei | 3 |
| 2 | e6 blanques cavall · g6 blanques alfil · f4 blanques rei · h3 negres rei | e6 blanques cavall · g6 blanques alfil · f4 blanques rei · h3 negres rei | e6 blanques cavall · g6 blanques alfil · f4 blanques rei · h3 negres rei | e6 blanques cavall · g6 blanques alfil · f4 blanques rei · h3 negres rei | e6 blanques cavall · g6 blanques alfil · f4 blanques rei · h3 negres rei | e6 blanques cavall · g6 blanques alfil · f4 blanques rei · h3 negres rei | e6 blanques cavall · g6 blanques alfil · f4 blanques rei · h3 negres rei | e6 blanques cavall · g6 blanques alfil · f4 blanques rei · h3 negres rei | 2 |
| 1 | e6 blanques cavall · g6 blanques alfil · f4 blanques rei · h3 negres rei | e6 blanques cavall · g6 blanques alfil · f4 blanques rei · h3 negres rei | e6 blanques cavall · g6 blanques alfil · f4 blanques rei · h3 negres rei | e6 blanques cavall · g6 blanques alfil · f4 blanques rei · h3 negres rei | e6 blanques cavall · g6 blanques alfil · f4 blanques rei · h3 negres rei | e6 blanques cavall · g6 blanques alfil · f4 blanques rei · h3 negres rei | e6 blanques cavall · g6 blanques alfil · f4 blanques rei · h3 negres rei | e6 blanques cavall · g6 blanques alfil · f4 blanques rei · h3 negres rei | 1 |
|   | a                                                                        | b                                                                        | c                                                                        | d                                                                        | e                                                                        | f                                                                        | g                                                                        | h                                                                        |   |

3.Ag6 (un moviment d'espera)
3...Re3
4. Rd1 (vigilant e2)
4...Rf2
5. Rd2 Rf3
6. Rd3 (encara vigilant e2)
6...Rg4
7.Re3 Rh4 (impedint que l'alfil vagi a h5)
8.Rf4 Rh3
9.Ah5! (l'alfil és sobre la hipotenusa del segon triangle)
9...Rg2
10.Cc5 Rf2
11.Ce4+ Rg2
|   | a                                                                        | b                                                                        | c                                                                        | d                                                                        | e                                                                        | f                                                                        | g                                                                        | h                                                                        |   |
| 8 | e4 blanques cavall · g4 blanques alfil · e2 blanques rei · g1 negres rei | e4 blanques cavall · g4 blanques alfil · e2 blanques rei · g1 negres rei | e4 blanques cavall · g4 blanques alfil · e2 blanques rei · g1 negres rei | e4 blanques cavall · g4 blanques alfil · e2 blanques rei · g1 negres rei | e4 blanques cavall · g4 blanques alfil · e2 blanques rei · g1 negres rei | e4 blanques cavall · g4 blanques alfil · e2 blanques rei · g1 negres rei | e4 blanques cavall · g4 blanques alfil · e2 blanques rei · g1 negres rei | e4 blanques cavall · g4 blanques alfil · e2 blanques rei · g1 negres rei | 8 |
| 7 | e4 blanques cavall · g4 blanques alfil · e2 blanques rei · g1 negres rei | e4 blanques cavall · g4 blanques alfil · e2 blanques rei · g1 negres rei | e4 blanques cavall · g4 blanques alfil · e2 blanques rei · g1 negres rei | e4 blanques cavall · g4 blanques alfil · e2 blanques rei · g1 negres rei | e4 blanques cavall · g4 blanques alfil · e2 blanques rei · g1 negres rei | e4 blanques cavall · g4 blanques alfil · e2 blanques rei · g1 negres rei | e4 blanques cavall · g4 blanques alfil · e2 blanques rei · g1 negres rei | e4 blanques cavall · g4 blanques alfil · e2 blanques rei · g1 negres rei | 7 |
| 6 | e4 blanques cavall · g4 blanques alfil · e2 blanques rei · g1 negres rei | e4 blanques cavall · g4 blanques alfil · e2 blanques rei · g1 negres rei | e4 blanques cavall · g4 blanques alfil · e2 blanques rei · g1 negres rei | e4 blanques cavall · g4 blanques alfil · e2 blanques rei · g1 negres rei | e4 blanques cavall · g4 blanques alfil · e2 blanques rei · g1 negres rei | e4 blanques cavall · g4 blanques alfil · e2 blanques rei · g1 negres rei | e4 blanques cavall · g4 blanques alfil · e2 blanques rei · g1 negres rei | e4 blanques cavall · g4 blanques alfil · e2 blanques rei · g1 negres rei | 6 |
| 5 | e4 blanques cavall · g4 blanques alfil · e2 blanques rei · g1 negres rei | e4 blanques cavall · g4 blanques alfil · e2 blanques rei · g1 negres rei | e4 blanques cavall · g4 blanques alfil · e2 blanques rei · g1 negres rei | e4 blanques cavall · g4 blanques alfil · e2 blanques rei · g1 negres rei | e4 blanques cavall · g4 blanques alfil · e2 blanques rei · g1 negres rei | e4 blanques cavall · g4 blanques alfil · e2 blanques rei · g1 negres rei | e4 blanques cavall · g4 blanques alfil · e2 blanques rei · g1 negres rei | e4 blanques cavall · g4 blanques alfil · e2 blanques rei · g1 negres rei | 5 |
| 4 | e4 blanques cavall · g4 blanques alfil · e2 blanques rei · g1 negres rei | e4 blanques cavall · g4 blanques alfil · e2 blanques rei · g1 negres rei | e4 blanques cavall · g4 blanques alfil · e2 blanques rei · g1 negres rei | e4 blanques cavall · g4 blanques alfil · e2 blanques rei · g1 negres rei | e4 blanques cavall · g4 blanques alfil · e2 blanques rei · g1 negres rei | e4 blanques cavall · g4 blanques alfil · e2 blanques rei · g1 negres rei | e4 blanques cavall · g4 blanques alfil · e2 blanques rei · g1 negres rei | e4 blanques cavall · g4 blanques alfil · e2 blanques rei · g1 negres rei | 4 |
| 3 | e4 blanques cavall · g4 blanques alfil · e2 blanques rei · g1 negres rei | e4 blanques cavall · g4 blanques alfil · e2 blanques rei · g1 negres rei | e4 blanques cavall · g4 blanques alfil · e2 blanques rei · g1 negres rei | e4 blanques cavall · g4 blanques alfil · e2 blanques rei · g1 negres rei | e4 blanques cavall · g4 blanques alfil · e2 blanques rei · g1 negres rei | e4 blanques cavall · g4 blanques alfil · e2 blanques rei · g1 negres rei | e4 blanques cavall · g4 blanques alfil · e2 blanques rei · g1 negres rei | e4 blanques cavall · g4 blanques alfil · e2 blanques rei · g1 negres rei | 3 |
| 2 | e4 blanques cavall · g4 blanques alfil · e2 blanques rei · g1 negres rei | e4 blanques cavall · g4 blanques alfil · e2 blanques rei · g1 negres rei | e4 blanques cavall · g4 blanques alfil · e2 blanques rei · g1 negres rei | e4 blanques cavall · g4 blanques alfil · e2 blanques rei · g1 negres rei | e4 blanques cavall · g4 blanques alfil · e2 blanques rei · g1 negres rei | e4 blanques cavall · g4 blanques alfil · e2 blanques rei · g1 negres rei | e4 blanques cavall · g4 blanques alfil · e2 blanques rei · g1 negres rei | e4 blanques cavall · g4 blanques alfil · e2 blanques rei · g1 negres rei | 2 |
| 1 | e4 blanques cavall · g4 blanques alfil · e2 blanques rei · g1 negres rei | e4 blanques cavall · g4 blanques alfil · e2 blanques rei · g1 negres rei | e4 blanques cavall · g4 blanques alfil · e2 blanques rei · g1 negres rei | e4 blanques cavall · g4 blanques alfil · e2 blanques rei · g1 negres rei | e4 blanques cavall · g4 blanques alfil · e2 blanques rei · g1 negres rei | e4 blanques cavall · g4 blanques alfil · e2 blanques rei · g1 negres rei | e4 blanques cavall · g4 blanques alfil · e2 blanques rei · g1 negres rei | e4 blanques cavall · g4 blanques alfil · e2 blanques rei · g1 negres rei | 1 |
|   | a                                                                        | b                                                                        | c                                                                        | d                                                                        | e                                                                        | f                                                                        | g                                                                        | h                                                                        |   |

12.Ag4 (la segona xarxa)
12...Rf1
13.Rf3 Re1
14.Re3 Rf1
15.Rd2 Rg2
16.Re2 Rg1
17.Ah3! (la hipotenusa del tercer triangle)
17...Rh2
18.Af1 Rg1
19.Cg5 (preparat per vigilar h2)
19...Rh1
20.Rf2 Rh2
21.Cf3+ Rh1
22.Ag2# (Pandolfini 2009:48–51).

## Exemples extrets de partides

### La "Maniobra W"
|   | a                                                                        | b                                                                        | c                                                                        | d                                                                        | e                                                                        | f                                                                        | g                                                                        | h                                                                        |   |
| 8 | c7 negres rei · b5 blanques rei · f4 blanques cavall · f2 blanques alfil | c7 negres rei · b5 blanques rei · f4 blanques cavall · f2 blanques alfil | c7 negres rei · b5 blanques rei · f4 blanques cavall · f2 blanques alfil | c7 negres rei · b5 blanques rei · f4 blanques cavall · f2 blanques alfil | c7 negres rei · b5 blanques rei · f4 blanques cavall · f2 blanques alfil | c7 negres rei · b5 blanques rei · f4 blanques cavall · f2 blanques alfil | c7 negres rei · b5 blanques rei · f4 blanques cavall · f2 blanques alfil | c7 negres rei · b5 blanques rei · f4 blanques cavall · f2 blanques alfil | 8 |
| 7 | c7 negres rei · b5 blanques rei · f4 blanques cavall · f2 blanques alfil | c7 negres rei · b5 blanques rei · f4 blanques cavall · f2 blanques alfil | c7 negres rei · b5 blanques rei · f4 blanques cavall · f2 blanques alfil | c7 negres rei · b5 blanques rei · f4 blanques cavall · f2 blanques alfil | c7 negres rei · b5 blanques rei · f4 blanques cavall · f2 blanques alfil | c7 negres rei · b5 blanques rei · f4 blanques cavall · f2 blanques alfil | c7 negres rei · b5 blanques rei · f4 blanques cavall · f2 blanques alfil | c7 negres rei · b5 blanques rei · f4 blanques cavall · f2 blanques alfil | 7 |
| 6 | c7 negres rei · b5 blanques rei · f4 blanques cavall · f2 blanques alfil | c7 negres rei · b5 blanques rei · f4 blanques cavall · f2 blanques alfil | c7 negres rei · b5 blanques rei · f4 blanques cavall · f2 blanques alfil | c7 negres rei · b5 blanques rei · f4 blanques cavall · f2 blanques alfil | c7 negres rei · b5 blanques rei · f4 blanques cavall · f2 blanques alfil | c7 negres rei · b5 blanques rei · f4 blanques cavall · f2 blanques alfil | c7 negres rei · b5 blanques rei · f4 blanques cavall · f2 blanques alfil | c7 negres rei · b5 blanques rei · f4 blanques cavall · f2 blanques alfil | 6 |
| 5 | c7 negres rei · b5 blanques rei · f4 blanques cavall · f2 blanques alfil | c7 negres rei · b5 blanques rei · f4 blanques cavall · f2 blanques alfil | c7 negres rei · b5 blanques rei · f4 blanques cavall · f2 blanques alfil | c7 negres rei · b5 blanques rei · f4 blanques cavall · f2 blanques alfil | c7 negres rei · b5 blanques rei · f4 blanques cavall · f2 blanques alfil | c7 negres rei · b5 blanques rei · f4 blanques cavall · f2 blanques alfil | c7 negres rei · b5 blanques rei · f4 blanques cavall · f2 blanques alfil | c7 negres rei · b5 blanques rei · f4 blanques cavall · f2 blanques alfil | 5 |
| 4 | c7 negres rei · b5 blanques rei · f4 blanques cavall · f2 blanques alfil | c7 negres rei · b5 blanques rei · f4 blanques cavall · f2 blanques alfil | c7 negres rei · b5 blanques rei · f4 blanques cavall · f2 blanques alfil | c7 negres rei · b5 blanques rei · f4 blanques cavall · f2 blanques alfil | c7 negres rei · b5 blanques rei · f4 blanques cavall · f2 blanques alfil | c7 negres rei · b5 blanques rei · f4 blanques cavall · f2 blanques alfil | c7 negres rei · b5 blanques rei · f4 blanques cavall · f2 blanques alfil | c7 negres rei · b5 blanques rei · f4 blanques cavall · f2 blanques alfil | 4 |
| 3 | c7 negres rei · b5 blanques rei · f4 blanques cavall · f2 blanques alfil | c7 negres rei · b5 blanques rei · f4 blanques cavall · f2 blanques alfil | c7 negres rei · b5 blanques rei · f4 blanques cavall · f2 blanques alfil | c7 negres rei · b5 blanques rei · f4 blanques cavall · f2 blanques alfil | c7 negres rei · b5 blanques rei · f4 blanques cavall · f2 blanques alfil | c7 negres rei · b5 blanques rei · f4 blanques cavall · f2 blanques alfil | c7 negres rei · b5 blanques rei · f4 blanques cavall · f2 blanques alfil | c7 negres rei · b5 blanques rei · f4 blanques cavall · f2 blanques alfil | 3 |
| 2 | c7 negres rei · b5 blanques rei · f4 blanques cavall · f2 blanques alfil | c7 negres rei · b5 blanques rei · f4 blanques cavall · f2 blanques alfil | c7 negres rei · b5 blanques rei · f4 blanques cavall · f2 blanques alfil | c7 negres rei · b5 blanques rei · f4 blanques cavall · f2 blanques alfil | c7 negres rei · b5 blanques rei · f4 blanques cavall · f2 blanques alfil | c7 negres rei · b5 blanques rei · f4 blanques cavall · f2 blanques alfil | c7 negres rei · b5 blanques rei · f4 blanques cavall · f2 blanques alfil | c7 negres rei · b5 blanques rei · f4 blanques cavall · f2 blanques alfil | 2 |
| 1 | c7 negres rei · b5 blanques rei · f4 blanques cavall · f2 blanques alfil | c7 negres rei · b5 blanques rei · f4 blanques cavall · f2 blanques alfil | c7 negres rei · b5 blanques rei · f4 blanques cavall · f2 blanques alfil | c7 negres rei · b5 blanques rei · f4 blanques cavall · f2 blanques alfil | c7 negres rei · b5 blanques rei · f4 blanques cavall · f2 blanques alfil | c7 negres rei · b5 blanques rei · f4 blanques cavall · f2 blanques alfil | c7 negres rei · b5 blanques rei · f4 blanques cavall · f2 blanques alfil | c7 negres rei · b5 blanques rei · f4 blanques cavall · f2 blanques alfil | 1 |
|   | a                                                                        | b                                                                        | c                                                                        | d                                                                        | e                                                                        | f                                                                        | g                                                                        | h                                                                        |   |

Aquesta partida entre Mika Karttunen i Vitezslav Rasik mostra la "maniobra en W" del cavall. La partida continuà: 
84. Ac5 Rb7 85. Cd5 Rb8 86. Rc6 Ra8 87. Cc7+ Rb8 88. Ad4 Rc8 89. Aa7 Rd8 90. Cd5 Re8 91. Rd6 Rf7 92. Ce7 Rf6 93. Ae3 Rf7 94. Ad4 Re8 95. Re6 Rd8 96. Ab6+ Re8 97. Cf5 Rf8 98. Ac7 Re8 99. Cg7+ Rf8 100. Rf6 Rg8 101. Ad6 Rh7 102. Cf5 Rg8 103. Rg6 Rh8 104. Ac5 1-0 (Müller & Pajeken 2008:106–7).
 L'escac i mat ve després de 104... Rg8, 105. Ch6+ Rh8 106. Ad4#.

### Partida de Grans Mestres, però gens de tècnica
|   | a                                                                    | b                                                                    | c                                                                    | d                                                                    | e                                                                    | f                                                                    | g                                                                    | h                                                                    |   |
| 8 | e7 blanques rei · g6 negres cavall · f5 negres rei · e4 negres alfil | e7 blanques rei · g6 negres cavall · f5 negres rei · e4 negres alfil | e7 blanques rei · g6 negres cavall · f5 negres rei · e4 negres alfil | e7 blanques rei · g6 negres cavall · f5 negres rei · e4 negres alfil | e7 blanques rei · g6 negres cavall · f5 negres rei · e4 negres alfil | e7 blanques rei · g6 negres cavall · f5 negres rei · e4 negres alfil | e7 blanques rei · g6 negres cavall · f5 negres rei · e4 negres alfil | e7 blanques rei · g6 negres cavall · f5 negres rei · e4 negres alfil | 8 |
| 7 | e7 blanques rei · g6 negres cavall · f5 negres rei · e4 negres alfil | e7 blanques rei · g6 negres cavall · f5 negres rei · e4 negres alfil | e7 blanques rei · g6 negres cavall · f5 negres rei · e4 negres alfil | e7 blanques rei · g6 negres cavall · f5 negres rei · e4 negres alfil | e7 blanques rei · g6 negres cavall · f5 negres rei · e4 negres alfil | e7 blanques rei · g6 negres cavall · f5 negres rei · e4 negres alfil | e7 blanques rei · g6 negres cavall · f5 negres rei · e4 negres alfil | e7 blanques rei · g6 negres cavall · f5 negres rei · e4 negres alfil | 7 |
| 6 | e7 blanques rei · g6 negres cavall · f5 negres rei · e4 negres alfil | e7 blanques rei · g6 negres cavall · f5 negres rei · e4 negres alfil | e7 blanques rei · g6 negres cavall · f5 negres rei · e4 negres alfil | e7 blanques rei · g6 negres cavall · f5 negres rei · e4 negres alfil | e7 blanques rei · g6 negres cavall · f5 negres rei · e4 negres alfil | e7 blanques rei · g6 negres cavall · f5 negres rei · e4 negres alfil | e7 blanques rei · g6 negres cavall · f5 negres rei · e4 negres alfil | e7 blanques rei · g6 negres cavall · f5 negres rei · e4 negres alfil | 6 |
| 5 | e7 blanques rei · g6 negres cavall · f5 negres rei · e4 negres alfil | e7 blanques rei · g6 negres cavall · f5 negres rei · e4 negres alfil | e7 blanques rei · g6 negres cavall · f5 negres rei · e4 negres alfil | e7 blanques rei · g6 negres cavall · f5 negres rei · e4 negres alfil | e7 blanques rei · g6 negres cavall · f5 negres rei · e4 negres alfil | e7 blanques rei · g6 negres cavall · f5 negres rei · e4 negres alfil | e7 blanques rei · g6 negres cavall · f5 negres rei · e4 negres alfil | e7 blanques rei · g6 negres cavall · f5 negres rei · e4 negres alfil | 5 |
| 4 | e7 blanques rei · g6 negres cavall · f5 negres rei · e4 negres alfil | e7 blanques rei · g6 negres cavall · f5 negres rei · e4 negres alfil | e7 blanques rei · g6 negres cavall · f5 negres rei · e4 negres alfil | e7 blanques rei · g6 negres cavall · f5 negres rei · e4 negres alfil | e7 blanques rei · g6 negres cavall · f5 negres rei · e4 negres alfil | e7 blanques rei · g6 negres cavall · f5 negres rei · e4 negres alfil | e7 blanques rei · g6 negres cavall · f5 negres rei · e4 negres alfil | e7 blanques rei · g6 negres cavall · f5 negres rei · e4 negres alfil | 4 |
| 3 | e7 blanques rei · g6 negres cavall · f5 negres rei · e4 negres alfil | e7 blanques rei · g6 negres cavall · f5 negres rei · e4 negres alfil | e7 blanques rei · g6 negres cavall · f5 negres rei · e4 negres alfil | e7 blanques rei · g6 negres cavall · f5 negres rei · e4 negres alfil | e7 blanques rei · g6 negres cavall · f5 negres rei · e4 negres alfil | e7 blanques rei · g6 negres cavall · f5 negres rei · e4 negres alfil | e7 blanques rei · g6 negres cavall · f5 negres rei · e4 negres alfil | e7 blanques rei · g6 negres cavall · f5 negres rei · e4 negres alfil | 3 |
| 2 | e7 blanques rei · g6 negres cavall · f5 negres rei · e4 negres alfil | e7 blanques rei · g6 negres cavall · f5 negres rei · e4 negres alfil | e7 blanques rei · g6 negres cavall · f5 negres rei · e4 negres alfil | e7 blanques rei · g6 negres cavall · f5 negres rei · e4 negres alfil | e7 blanques rei · g6 negres cavall · f5 negres rei · e4 negres alfil | e7 blanques rei · g6 negres cavall · f5 negres rei · e4 negres alfil | e7 blanques rei · g6 negres cavall · f5 negres rei · e4 negres alfil | e7 blanques rei · g6 negres cavall · f5 negres rei · e4 negres alfil | 2 |
| 1 | e7 blanques rei · g6 negres cavall · f5 negres rei · e4 negres alfil | e7 blanques rei · g6 negres cavall · f5 negres rei · e4 negres alfil | e7 blanques rei · g6 negres cavall · f5 negres rei · e4 negres alfil | e7 blanques rei · g6 negres cavall · f5 negres rei · e4 negres alfil | e7 blanques rei · g6 negres cavall · f5 negres rei · e4 negres alfil | e7 blanques rei · g6 negres cavall · f5 negres rei · e4 negres alfil | e7 blanques rei · g6 negres cavall · f5 negres rei · e4 negres alfil | e7 blanques rei · g6 negres cavall · f5 negres rei · e4 negres alfil | 1 |
|   | a                                                                    | b                                                                    | c                                                                    | d                                                                    | e                                                                    | f                                                                    | g                                                                    | h                                                                    |   |

Aquesta posició és de la partida a cegues entre Ljubomir Ljubojević i Judit Polgár, al torneig Melody Amber de Mònaco 1994. Polgár no va utilitzar el mètode estàndard, però no obstant això coordinà les peces eficaçment. La partida va continuar:
84.Rd6 Rf6 85.Rc5 Re5 86.Rc4 Ad5+ 87.Rd3 Cf4+ 88.Re3 (El blanc pot resistir set moviments més si fa 88. Rc3) Ae4 89.Rd2 Rd4 90.Rc1 Rc3 91.Rd1 Ac2+ 92.Re1 Rd3 93.Rf2 Re4 94.Rg3 Ad1 95.Rf2 Cd3+ 96.Rg3 Re3 97.Rh4 Rf4 98.Rh3 Ce1 99.Rh4 Cg2+ 100.Rh3 Rf3 101.Rh2 Rf2 102.Rh3 Ae2 103.Rh2 Ag4 104.Rh1 Ce3 105.Rh2 Cf1+ 106.Rh1 Af3# 0-1

### Un Gran Mestre no aconsegueix el mat
|   | a                                                                    | b                                                                    | c                                                                    | d                                                                    | e                                                                    | f                                                                    | g                                                                    | h                                                                    |   |
| 8 | e4 blanques rei · c3 negres rei · d3 negres cavall · f2 negres alfil | e4 blanques rei · c3 negres rei · d3 negres cavall · f2 negres alfil | e4 blanques rei · c3 negres rei · d3 negres cavall · f2 negres alfil | e4 blanques rei · c3 negres rei · d3 negres cavall · f2 negres alfil | e4 blanques rei · c3 negres rei · d3 negres cavall · f2 negres alfil | e4 blanques rei · c3 negres rei · d3 negres cavall · f2 negres alfil | e4 blanques rei · c3 negres rei · d3 negres cavall · f2 negres alfil | e4 blanques rei · c3 negres rei · d3 negres cavall · f2 negres alfil | 8 |
| 7 | e4 blanques rei · c3 negres rei · d3 negres cavall · f2 negres alfil | e4 blanques rei · c3 negres rei · d3 negres cavall · f2 negres alfil | e4 blanques rei · c3 negres rei · d3 negres cavall · f2 negres alfil | e4 blanques rei · c3 negres rei · d3 negres cavall · f2 negres alfil | e4 blanques rei · c3 negres rei · d3 negres cavall · f2 negres alfil | e4 blanques rei · c3 negres rei · d3 negres cavall · f2 negres alfil | e4 blanques rei · c3 negres rei · d3 negres cavall · f2 negres alfil | e4 blanques rei · c3 negres rei · d3 negres cavall · f2 negres alfil | 7 |
| 6 | e4 blanques rei · c3 negres rei · d3 negres cavall · f2 negres alfil | e4 blanques rei · c3 negres rei · d3 negres cavall · f2 negres alfil | e4 blanques rei · c3 negres rei · d3 negres cavall · f2 negres alfil | e4 blanques rei · c3 negres rei · d3 negres cavall · f2 negres alfil | e4 blanques rei · c3 negres rei · d3 negres cavall · f2 negres alfil | e4 blanques rei · c3 negres rei · d3 negres cavall · f2 negres alfil | e4 blanques rei · c3 negres rei · d3 negres cavall · f2 negres alfil | e4 blanques rei · c3 negres rei · d3 negres cavall · f2 negres alfil | 6 |
| 5 | e4 blanques rei · c3 negres rei · d3 negres cavall · f2 negres alfil | e4 blanques rei · c3 negres rei · d3 negres cavall · f2 negres alfil | e4 blanques rei · c3 negres rei · d3 negres cavall · f2 negres alfil | e4 blanques rei · c3 negres rei · d3 negres cavall · f2 negres alfil | e4 blanques rei · c3 negres rei · d3 negres cavall · f2 negres alfil | e4 blanques rei · c3 negres rei · d3 negres cavall · f2 negres alfil | e4 blanques rei · c3 negres rei · d3 negres cavall · f2 negres alfil | e4 blanques rei · c3 negres rei · d3 negres cavall · f2 negres alfil | 5 |
| 4 | e4 blanques rei · c3 negres rei · d3 negres cavall · f2 negres alfil | e4 blanques rei · c3 negres rei · d3 negres cavall · f2 negres alfil | e4 blanques rei · c3 negres rei · d3 negres cavall · f2 negres alfil | e4 blanques rei · c3 negres rei · d3 negres cavall · f2 negres alfil | e4 blanques rei · c3 negres rei · d3 negres cavall · f2 negres alfil | e4 blanques rei · c3 negres rei · d3 negres cavall · f2 negres alfil | e4 blanques rei · c3 negres rei · d3 negres cavall · f2 negres alfil | e4 blanques rei · c3 negres rei · d3 negres cavall · f2 negres alfil | 4 |
| 3 | e4 blanques rei · c3 negres rei · d3 negres cavall · f2 negres alfil | e4 blanques rei · c3 negres rei · d3 negres cavall · f2 negres alfil | e4 blanques rei · c3 negres rei · d3 negres cavall · f2 negres alfil | e4 blanques rei · c3 negres rei · d3 negres cavall · f2 negres alfil | e4 blanques rei · c3 negres rei · d3 negres cavall · f2 negres alfil | e4 blanques rei · c3 negres rei · d3 negres cavall · f2 negres alfil | e4 blanques rei · c3 negres rei · d3 negres cavall · f2 negres alfil | e4 blanques rei · c3 negres rei · d3 negres cavall · f2 negres alfil | 3 |
| 2 | e4 blanques rei · c3 negres rei · d3 negres cavall · f2 negres alfil | e4 blanques rei · c3 negres rei · d3 negres cavall · f2 negres alfil | e4 blanques rei · c3 negres rei · d3 negres cavall · f2 negres alfil | e4 blanques rei · c3 negres rei · d3 negres cavall · f2 negres alfil | e4 blanques rei · c3 negres rei · d3 negres cavall · f2 negres alfil | e4 blanques rei · c3 negres rei · d3 negres cavall · f2 negres alfil | e4 blanques rei · c3 negres rei · d3 negres cavall · f2 negres alfil | e4 blanques rei · c3 negres rei · d3 negres cavall · f2 negres alfil | 2 |
| 1 | e4 blanques rei · c3 negres rei · d3 negres cavall · f2 negres alfil | e4 blanques rei · c3 negres rei · d3 negres cavall · f2 negres alfil | e4 blanques rei · c3 negres rei · d3 negres cavall · f2 negres alfil | e4 blanques rei · c3 negres rei · d3 negres cavall · f2 negres alfil | e4 blanques rei · c3 negres rei · d3 negres cavall · f2 negres alfil | e4 blanques rei · c3 negres rei · d3 negres cavall · f2 negres alfil | e4 blanques rei · c3 negres rei · d3 negres cavall · f2 negres alfil | e4 blanques rei · c3 negres rei · d3 negres cavall · f2 negres alfil | 1 |
|   | a                                                                    | b                                                                    | c                                                                    | d                                                                    | e                                                                    | f                                                                    | g                                                                    | h                                                                    |   |

|   | a                                                                    | b                                                                    | c                                                                    | d                                                                    | e                                                                    | f                                                                    | g                                                                    | h                                                                    |   |
| 8 | a8 blanques rei · c7 negres alfil · c6 negres rei · d6 negres cavall | a8 blanques rei · c7 negres alfil · c6 negres rei · d6 negres cavall | a8 blanques rei · c7 negres alfil · c6 negres rei · d6 negres cavall | a8 blanques rei · c7 negres alfil · c6 negres rei · d6 negres cavall | a8 blanques rei · c7 negres alfil · c6 negres rei · d6 negres cavall | a8 blanques rei · c7 negres alfil · c6 negres rei · d6 negres cavall | a8 blanques rei · c7 negres alfil · c6 negres rei · d6 negres cavall | a8 blanques rei · c7 negres alfil · c6 negres rei · d6 negres cavall | 8 |
| 7 | a8 blanques rei · c7 negres alfil · c6 negres rei · d6 negres cavall | a8 blanques rei · c7 negres alfil · c6 negres rei · d6 negres cavall | a8 blanques rei · c7 negres alfil · c6 negres rei · d6 negres cavall | a8 blanques rei · c7 negres alfil · c6 negres rei · d6 negres cavall | a8 blanques rei · c7 negres alfil · c6 negres rei · d6 negres cavall | a8 blanques rei · c7 negres alfil · c6 negres rei · d6 negres cavall | a8 blanques rei · c7 negres alfil · c6 negres rei · d6 negres cavall | a8 blanques rei · c7 negres alfil · c6 negres rei · d6 negres cavall | 7 |
| 6 | a8 blanques rei · c7 negres alfil · c6 negres rei · d6 negres cavall | a8 blanques rei · c7 negres alfil · c6 negres rei · d6 negres cavall | a8 blanques rei · c7 negres alfil · c6 negres rei · d6 negres cavall | a8 blanques rei · c7 negres alfil · c6 negres rei · d6 negres cavall | a8 blanques rei · c7 negres alfil · c6 negres rei · d6 negres cavall | a8 blanques rei · c7 negres alfil · c6 negres rei · d6 negres cavall | a8 blanques rei · c7 negres alfil · c6 negres rei · d6 negres cavall | a8 blanques rei · c7 negres alfil · c6 negres rei · d6 negres cavall | 6 |
| 5 | a8 blanques rei · c7 negres alfil · c6 negres rei · d6 negres cavall | a8 blanques rei · c7 negres alfil · c6 negres rei · d6 negres cavall | a8 blanques rei · c7 negres alfil · c6 negres rei · d6 negres cavall | a8 blanques rei · c7 negres alfil · c6 negres rei · d6 negres cavall | a8 blanques rei · c7 negres alfil · c6 negres rei · d6 negres cavall | a8 blanques rei · c7 negres alfil · c6 negres rei · d6 negres cavall | a8 blanques rei · c7 negres alfil · c6 negres rei · d6 negres cavall | a8 blanques rei · c7 negres alfil · c6 negres rei · d6 negres cavall | 5 |
| 4 | a8 blanques rei · c7 negres alfil · c6 negres rei · d6 negres cavall | a8 blanques rei · c7 negres alfil · c6 negres rei · d6 negres cavall | a8 blanques rei · c7 negres alfil · c6 negres rei · d6 negres cavall | a8 blanques rei · c7 negres alfil · c6 negres rei · d6 negres cavall | a8 blanques rei · c7 negres alfil · c6 negres rei · d6 negres cavall | a8 blanques rei · c7 negres alfil · c6 negres rei · d6 negres cavall | a8 blanques rei · c7 negres alfil · c6 negres rei · d6 negres cavall | a8 blanques rei · c7 negres alfil · c6 negres rei · d6 negres cavall | 4 |
| 3 | a8 blanques rei · c7 negres alfil · c6 negres rei · d6 negres cavall | a8 blanques rei · c7 negres alfil · c6 negres rei · d6 negres cavall | a8 blanques rei · c7 negres alfil · c6 negres rei · d6 negres cavall | a8 blanques rei · c7 negres alfil · c6 negres rei · d6 negres cavall | a8 blanques rei · c7 negres alfil · c6 negres rei · d6 negres cavall | a8 blanques rei · c7 negres alfil · c6 negres rei · d6 negres cavall | a8 blanques rei · c7 negres alfil · c6 negres rei · d6 negres cavall | a8 blanques rei · c7 negres alfil · c6 negres rei · d6 negres cavall | 3 |
| 2 | a8 blanques rei · c7 negres alfil · c6 negres rei · d6 negres cavall | a8 blanques rei · c7 negres alfil · c6 negres rei · d6 negres cavall | a8 blanques rei · c7 negres alfil · c6 negres rei · d6 negres cavall | a8 blanques rei · c7 negres alfil · c6 negres rei · d6 negres cavall | a8 blanques rei · c7 negres alfil · c6 negres rei · d6 negres cavall | a8 blanques rei · c7 negres alfil · c6 negres rei · d6 negres cavall | a8 blanques rei · c7 negres alfil · c6 negres rei · d6 negres cavall | a8 blanques rei · c7 negres alfil · c6 negres rei · d6 negres cavall | 2 |
| 1 | a8 blanques rei · c7 negres alfil · c6 negres rei · d6 negres cavall | a8 blanques rei · c7 negres alfil · c6 negres rei · d6 negres cavall | a8 blanques rei · c7 negres alfil · c6 negres rei · d6 negres cavall | a8 blanques rei · c7 negres alfil · c6 negres rei · d6 negres cavall | a8 blanques rei · c7 negres alfil · c6 negres rei · d6 negres cavall | a8 blanques rei · c7 negres alfil · c6 negres rei · d6 negres cavall | a8 blanques rei · c7 negres alfil · c6 negres rei · d6 negres cavall | a8 blanques rei · c7 negres alfil · c6 negres rei · d6 negres cavall | 1 |
|   | a                                                                    | b                                                                    | c                                                                    | d                                                                    | e                                                                    | f                                                                    | g                                                                    | h                                                                    |   |

En aquesta partida entre dos Grans Mestres, ambdós jugadors feren moviments subòptims. El bàndol superior no tenia cap idea sobre com vèncer i acabà ofegant el rei rival uns quants moviments després que el bàndol inferior hagués pogut reclamat taules per la regla dels cinquanta moviments.
Robert Kempiński (2498) - Vladímir Iepixin (2567) [E60]
Bundesliga 0001 Alemanya (5.3), 07.01.2001

## Citacions
- "... He vist com molts escaquistes, incloent-hi alguns de molt forts, o bé s'havien descuidat d'aprendre aquesta tècnica en el moment que tocava, bé ja l'havien oblidada." - Mark Dvoretsky (Dvoretsky 2006:279)
- "Alguns mestres ja han marxat a casa amb fogots després de la vergonya de fracassar o mostrar una tècnica pobra en l'execució d'aquest escac i mat." - Jesús de la Villa. (de la Villa 2008:204)